# Wereldkampioenschap voetbal 2006
Het FIFA-wereldkampioenschap voetbal 2006 was de 18de editie van een internationale voetbalwedstrijd tussen de nationale mannenteams van landen die aangesloten zijn bij de FIFA. Het evenement werd van 9 juni tot en met 9 juli gehouden en Duitsland was de gastheer van dienst. De winnaar was Italië, dat tot 11 juli 2010 de FIFA World Cup in handen kreeg.

## Kwalificatie

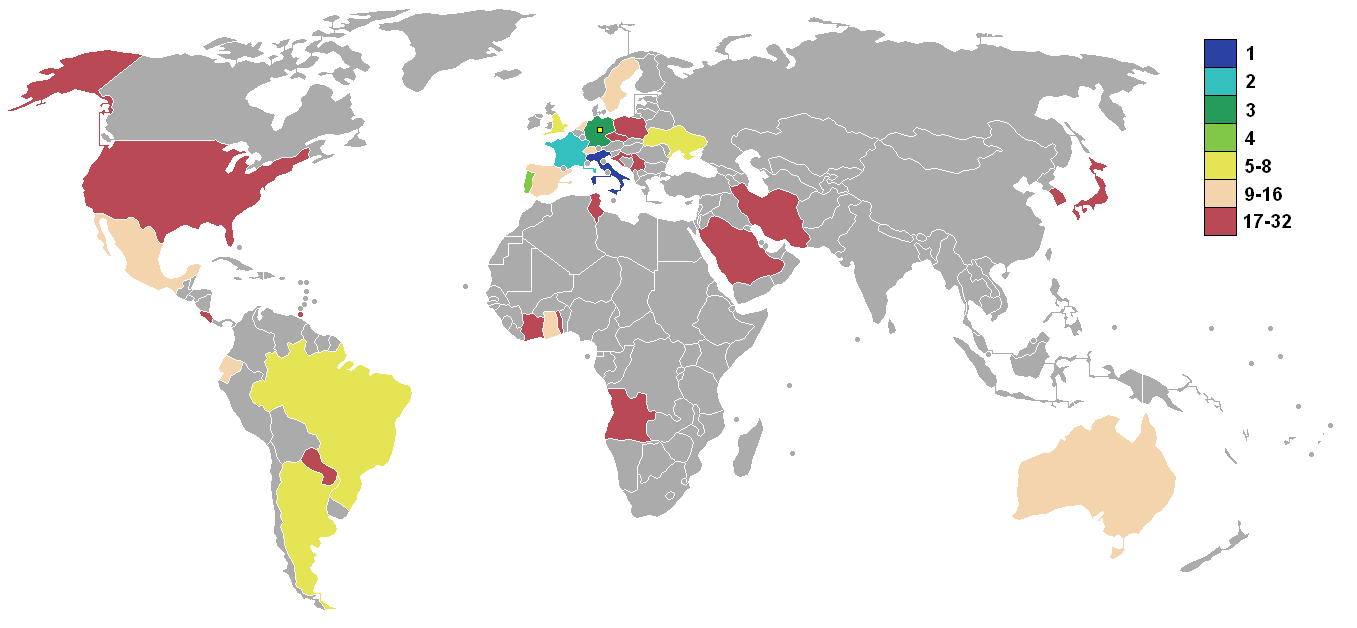
Deelnemende landen

Vóór aanvang van het eindtoernooi werden er per continent kwalificatierondes georganiseerd. Uiteindelijk kwalificeerden de hierna volgende 32 landen zich voor de eindronde.
Opmerkingen: Duitsland was als organisator automatisch geplaatst; Angola, Ghana, Ivoorkust, Oekraïne, Servië en Montenegro, Togo , Trinidad en Tobago en Tsjechië maakten hun debuut op een eindtoernooi van een WK. Brazilië heeft zich als uittredend kampioen voor dit WK ook moeten kwalificeren, omdat de regel dat de titelverdediger op een WK voetbal automatisch geplaatst is, inmiddels was afgeschaft. Belangrijkste afwezigen waren België (voor de eerste keer sinds 1978), Kameroen (sinds 1986), Nigeria (sinds 1990), Denemarken en Zuid-Afrika (sinds 1994), Turkije (halvefinalist in 2002) en Senegal (kwartfinalist in 2002).
| FIFA-lid             | Confederatie | Kwalificatie               | Kwal. datum      | Aantal dln. (incl. 2006) | Dln. op rij | Eerste dln. | Laatste dln. | Titels (excl. 2006) | Beste prestatie |  |
| -------------------- | ------------ | -------------------------- | ---------------- | ------------------------ | ----------- | ----------- | ------------ | ------------------- | --------------- |  |
| Togo                 | CAF          | 1e Groep A                 | 8 oktober 2005   | 1e                       | 1           | 2006        |              |                     |                 |  |
| Ghana                | CAF          | 1e Groep B                 | 8 oktober 2005   | 1e                       | 1           | 2006        |              |                     |                 |  |
| Ivoorkust            | CAF          | 1e Groep C                 | 8 oktober 2005   | 1e                       | 1           | 2006        |              |                     |                 |  |
| Angola               | CAF          | 1e Groep D                 | 8 oktober 2005   | 1e                       | 1           | 2006        |              |                     |                 |  |
| Tunesië              | CAF          | 1e Groep E                 | 8 oktober 2005   | 4e                       | 3           | 1978        | 2002         | 0                   | Groepsfase      |  |
| Australië            | OFC          | Intercontinentale play-off | 16 november 2005 | 2e                       | 1           | 1974        | 1974         | 0                   | Groepsfase      |  |
| Brazilië             | CONMEBOL     | Nummer 1 CONMEBOL          | 5 september 2005 | 18e                      | 18          | 1930        | 2002         | 4                   | Winnaar         |  |
| Argentinië           | CONMEBOL     | Nummer 2 CONMEBOL          | 8 juni 2005      | 14e                      | 9           | 1930        | 2002         | 2                   | Winnaar         |  |
| Ecuador              | CONMEBOL     | Nummer 3 CONMEBOL          | 8 oktober 2005   | 2e                       | 2           | 2002        | 2002         | 0                   | Groepsfase      |  |
| Paraguay             | CONMEBOL     | Nummer 4 CONMEBOL          | 8 oktober 2005   | 7e                       | 3           | 1930        | 2002         | 0                   | Achtste finale  |  |
| Costa Rica           | CONCACAF     | Vierde ronde 3e plaats     | 8 oktober 2005   | 3e                       | 1           | 1990        | 2002         | 0                   | Groepsfase      |  |
| Mexico               | CONCACAF     | Vierde ronde 2e plaats     | 7 september 2005 | 13e                      | 4           | 1930        | 2002         | 0                   | Kwartfinale     |  |
| Verenigde Staten     | CONCACAF     | Vierde ronde 1e plaats     | 3 september 2005 | 8e                       | 5           | 1930        | 2002         | 0                   | Derde           |  |
| Trinidad en Tobago   | CONCACAF     | Intercontinentale play-off | 16 november 2005 | 1e                       | 1           | 2006        |              |                     |                 |  |
| Duitsland            | UEFA         | Gastland                   | 6 juli 2000      | 16e1                     | 14          | 1934        | 2002         | 3                   | Winnaar         |  |
| Nederland            | UEFA         | 1e Groep 1                 | 8 oktober 2005   | 8e                       | 1           | 1934        | 1998         | 0                   | Tweede          |  |
| Oekraïne             | UEFA         | 1e Groep 2                 | 3 september 2005 | 1e3                      | 1           | 2006        |              |                     |                 |  |
| Portugal             | UEFA         | 1e Groep 3                 | 8 oktober 2005   | 4e                       | 2           | 1966        | 2002         | 0                   | Derde           |  |
| Frankrijk            | UEFA         | 1e Groep 4                 | 12 oktober 2005  | 12e                      | 3           | 1930        | 2002         | 1                   | Winnaar         |  |
| Italië               | UEFA         | 1e Groep 5                 | 8 oktober 2005   | 16e                      | 12          | 1930        | 2002         | 3                   | Winnaar         |  |
| Engeland             | UEFA         | 1e Groep 6                 | 8 oktober 2005   | 12e                      | 3           | 1950        | 2002         | 1                   | Winnaar         |  |
| Polen                | UEFA         | 2e Groep 6                 | 8 oktober 2005   | 7e                       | 2           | 1938        | 2002         | 0                   | Derde           |  |
| Servië en Montenegro | UEFA         | 1e Groep 7                 | 12 oktober 2005  | 1e4                      | 1           | 2006        |              |                     |                 |  |
| Kroatië              | UEFA         | 1e Groep 8                 | 8 oktober 2005   | 3e                       | 3           | 1998        | 2002         | 0                   | Derde           |  |
| Zweden               | UEFA         | 2e Groep 8                 | 8 oktober 2005   | 11e                      | 2           | 1934        | 2002         | 0                   | Tweede          |  |
| Spanje               | UEFA         | Winnaar play-off           | 16 november 2005 | 12e                      | 8           | 1934        | 2002         | 0                   | Vierde          |  |
| Zwitserland          | UEFA         | Winnaar play-off           | 16 november 2005 | 8e                       | 1           | 1934        | 1994         | 0                   | Kwartfinale     |  |
| Tsjechië             | UEFA         | Winnaar play-off           | 16 november 2005 | 1e5                      | 1           | 2006        |              |                     |                 |  |
| Iran                 | AFC          | Tweede ronde 2e groep 2    | 8 juni 2005      | 3e                       | 1           | 1978        | 1998         | 0                   | Groepsfase      |  |
| Japan                | AFC          | Tweede ronde 1e groep 2    | 8 juni 2005      | 3e                       | 3           | 1998        | 2002         | 0                   | Achtste finale  |  |
| Saoedi-Arabië        | AFC          | Tweede ronde 1e groep 1    | 8 juni 2005      | 4e                       | 4           | 1994        | 2002         | 0                   | Achtste finale  |  |
| Zuid-Korea           | AFC          | Tweede ronde 2e groep 1    | 8 juni 2005      | 7e                       | 6           | 1954        | 2002         | 0                   | Vierde          |  |

## Speelsteden
| Berlijn              | Dortmund | Frankfurt | Gelsenkirchen            |
| -------------------- | --- | --- | ------------------------ |
| Olympiastadion       | Signal Iduna Park*                                                                                                   | Commerzbank-Arena*                                                                                                   | Veltins-Arena*           |
| Capaciteit: 72.000   | Capaciteit: 65.000                                                                                                   | Capaciteit: 48.000                                                                                                   | Capaciteit: 52.000       |
|                      | | |                          |
| Hamburg              | Berlijn Dortmund Frankfurt Gelsenkirchen Hamburg Hannover Kaiserslautern Keulen Leipzig München Neurenberg Stuttgart | Berlijn Dortmund Frankfurt Gelsenkirchen Hamburg Hannover Kaiserslautern Keulen Leipzig München Neurenberg Stuttgart | Keulen                   |
| AOL Arena*           | Berlijn Dortmund Frankfurt Gelsenkirchen Hamburg Hannover Kaiserslautern Keulen Leipzig München Neurenberg Stuttgart | Berlijn Dortmund Frankfurt Gelsenkirchen Hamburg Hannover Kaiserslautern Keulen Leipzig München Neurenberg Stuttgart | RheinEnergieStadion*     |
| Capaciteit: 50.000   | Berlijn Dortmund Frankfurt Gelsenkirchen Hamburg Hannover Kaiserslautern Keulen Leipzig München Neurenberg Stuttgart | Berlijn Dortmund Frankfurt Gelsenkirchen Hamburg Hannover Kaiserslautern Keulen Leipzig München Neurenberg Stuttgart | Capaciteit: 45.000       |
|                      | Berlijn Dortmund Frankfurt Gelsenkirchen Hamburg Hannover Kaiserslautern Keulen Leipzig München Neurenberg Stuttgart | Berlijn Dortmund Frankfurt Gelsenkirchen Hamburg Hannover Kaiserslautern Keulen Leipzig München Neurenberg Stuttgart |                          |
| Kaiserslautern       | Berlijn Dortmund Frankfurt Gelsenkirchen Hamburg Hannover Kaiserslautern Keulen Leipzig München Neurenberg Stuttgart | Berlijn Dortmund Frankfurt Gelsenkirchen Hamburg Hannover Kaiserslautern Keulen Leipzig München Neurenberg Stuttgart | Hannover                 |
| Fritz-Walter-Stadion | Berlijn Dortmund Frankfurt Gelsenkirchen Hamburg Hannover Kaiserslautern Keulen Leipzig München Neurenberg Stuttgart | Berlijn Dortmund Frankfurt Gelsenkirchen Hamburg Hannover Kaiserslautern Keulen Leipzig München Neurenberg Stuttgart | AWD-Arena*               |
| Capaciteit: 46.000   | Berlijn Dortmund Frankfurt Gelsenkirchen Hamburg Hannover Kaiserslautern Keulen Leipzig München Neurenberg Stuttgart | Berlijn Dortmund Frankfurt Gelsenkirchen Hamburg Hannover Kaiserslautern Keulen Leipzig München Neurenberg Stuttgart | Capaciteit: 43.000       |
|                      | Berlijn Dortmund Frankfurt Gelsenkirchen Hamburg Hannover Kaiserslautern Keulen Leipzig München Neurenberg Stuttgart | Berlijn Dortmund Frankfurt Gelsenkirchen Hamburg Hannover Kaiserslautern Keulen Leipzig München Neurenberg Stuttgart |                          |
| Leipzig              | München | Neurenberg | Stuttgart                |
| Zentralstadion       | Allianz Arena* | easyCredit-Stadion*                                                                                                  | Gottlieb-Daimler-Stadion |
| Capaciteit: 43.000   | Capaciteit: 66.000                                                                                                   | Capaciteit: 41.000                                                                                                   | Capaciteit: 52.000       |
|                      | | |                          |

- Sommige stadions werden tijdens het WK tijdelijk omgedoopt tot "FIFA WM-stadion" omdat de sponsor geen sponsor was van de FIFA.

## Loting

### Potindeling
De 32 gekwalificeerde landen werden via een geplaatste loting in acht groepen van vier landen verdeeld. De lotingen vonden plaats op 9 december 2005. In de groepsfase zullen alle landen in een groep één keer tegen elkaar spelen. De nummers één en twee van elke groep plaatsen zich voor de tweede ronde. Na de groepsfase gaat het toernooi de knock-outfase in. Dit betekent dat steeds twee landen elkaar treffen waarvan de verliezer is uitgeschakeld. Op deze manier volgen op de tweede ronde de kwartfinales, halve finales en finale.
De landen werden geplaatst in vier potten van elk acht landen. De landen die onderling bij elkaar in een pot zitten konden elkaar in de groepsfase niet treffen.
| Pot 1                                                                 | Pot 2                                                          | Pot 3                                                                 | Pot 4                                                                              | Speciale pot         |
| --------------------------------------------------------------------- | -------------------------------------------------------------- | --------------------------------------------------------------------- | ---------------------------------------------------------------------------------- | -------------------- |
| Argentinië Brazilië Duitsland Engeland Frankrijk Italië Mexico Spanje | Angola Australië Ecuador Ghana Ivoorkust Paraguay Togo Tunesië | Kroatië Nederland Oekraïne Polen Portugal Tsjechië Zweden Zwitserland | Costa Rica Iran Japan Saoedi-Arabië Trinidad en Tobago Verenigde Staten Zuid-Korea | Servië en Montenegro |

De enige uitzondering die gemaakt kon worden aan de hand van deze potindelingen betrof Servië en Montenegro. Aangezien er een maximum van twee Europese landen per uiteindelijke groep werd gehanteerd, bestond de kans dat Servië en Montenegro verplaatst zou moeten worden naar pot 2. Zij zouden in ieder geval spelen tegen of Argentinië, of Brazilië of Mexico.

### Groepen
Bij de loting werd de volgende groepsindeling vastgesteld:
| Groep A                                | Groep B                                     | Groep C                                             | Groep D                               |
| -------------------------------------- | ------------------------------------------- | --------------------------------------------------- | ------------------------------------- |
| Duitsland Costa Rica Polen Ecuador     | Engeland Paraguay Trinidad en Tobago Zweden | Argentinië Ivoorkust Servië en Montenegro Nederland | Mexico Iran Angola Portugal           |
| Groep E                                | Groep F                                     | Groep G                                             | Groep H                               |
| Italië Ghana Verenigde Staten Tsjechië | Brazilië Kroatië Australië Japan            | Frankrijk Zwitserland Zuid-Korea Togo               | Spanje Oekraïne Tunesië Saoedi-Arabië |

## Scheidsrechters
Op vrijdag 31 maart maakte de FIFA bekend welke 23 scheidsrechters op het WK zullen fluiten. De scheidsrechters kwamen aanvankelijk allemaal uit een ander land. Drie van hen kwamen echter niet zonder kleerscheuren door de fitnesstest en konden het WK vaarwel zeggen. Carlos Batres (Guatemala), Kyros Vassaras (Griekenland) en Manuel Mejuto González (Spanje) werden vervangen door Roberto Rosetti, Luis Medina Cantalejo en Marco Rodríguez. De Jamaicaanse scheidsrechter Peter Prendergast moet het WK ook aan zich voorbij laten gaan door een blessure aan zijn knie. De FIFA heeft geen vervanger voor hem opgeroepen. Op 13 mei werd bekendgemaakt dat Massimo De Santis uit Italië eveneens niet mee mocht naar het WK, aangezien hij een van de 24 verdachte scheidsrechters was in een voetbalschandaal in Italië. De FIFA besloot eveneens geen vervanger op te roepen voor De Santis, waardoor de wedstrijden op het WK geleid zullen worden door 21 scheidsrechters. Mexico is als enige land met twee scheidsrechters vertegenwoordigd.
| naam scheidsrechter   | land      |                    | naam scheidsrechter | land |
| --------------------- | --------- | ------------------ | ------------------- | ---- |
| Carlos Amarilla       | Paraguay  | Benito Archundia   | Mexico              |      |
| Roberto Rosetti       | Italië    | Massimo Busacca    | Zwitserland         |      |
| Coffi Codjia          | Benin     | Frank De Bleeckere | België              |      |
| Esam Abd El Fatah     | Egypte    | Horacio Elizondo   | Argentinië          |      |
| Valentin Ivanov       | Rusland   | Toru Kamikawa      | Japan               |      |
| Jorge Larrionda       | Uruguay   | Shamsul Maidin     | Singapore           |      |
| Marco Rodríguez       | Mexico    | Markus Merk        | Duitsland           |      |
| Ľuboš Micheľ          | Slowakije | Graham Poll        | Engeland            |      |
| Éric Poulat           | Frankrijk | Óscar Ruiz         | Colombia            |      |
| Mark Shield           | Australië | Carlos Simon       | Brazilië            |      |
| Luis Medina Cantalejo | Spanje    |                    |                     |      |

## De bal

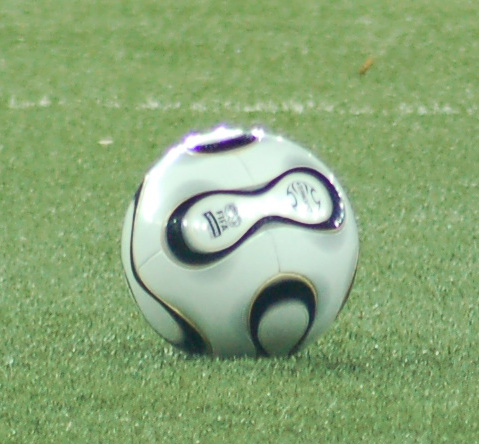
Teamgeist

Zoals op ieder voetbaltoernooi van formaat wordt er met een speciaal voor dat toernooi ontworpen voetbal gespeeld. Voor het WK 2006 was dat de bal die de naam Teamgeist draagt. De bal werd voor het eerst gepresenteerd tijdens de loting op 9 december 2005. In tegenstelling tot andere voetballen bestaat de Adidas Teamgeist uit slechts 14 vlakstukken, zodoende zou de structuur van de bal "ronder" zijn. Voor het eerst in de historie van het WK werden op de wedstrijdballen de namen van beide landen en de datum vermeld. Tijdens de finale werd er gespeeld met een goudkleurige bal. De winnaar van het toernooi zal de vier daaropvolgende jaren al haar wedstrijden met een goudkleurige bal spelen.

## Speelschema op datum
Klik voor uitgebreide wedstrijdverslagen op de uitslagen.
| datum/tijd     | speelstad      | groep          |                      | uitslag |                      |
| -------------- | -------------- | -------------- | -------------------- | ------- | -------------------- |
| 09 juni 18.00u | München        | Groep A        | Duitsland            | 4 – 2   | Costa Rica           |
| 09 juni 21.00u | Gelsenkirchen  | Groep A        | Polen                | 0 – 2   | Ecuador              |
| 10 juni 15.00u | Frankfurt      | Groep B        | Engeland             | 1 – 0   | Paraguay             |
| 10 juni 18.00u | Dortmund       | Groep B        | Trinidad en Tobago   | 0 – 0   | Zweden               |
| 10 juni 21.00u | Hamburg        | Groep C        | Argentinië           | 2 – 1   | Ivoorkust            |
| 11 juni 15.00u | Leipzig        | Groep C        | Servië en Montenegro | 0 – 1   | Nederland            |
| 11 juni 18.00u | Neurenberg     | Groep D        | Mexico               | 3 – 1   | Iran                 |
| 11 juni 21.00u | Keulen         | Groep D        | Angola               | 0 – 1   | Portugal             |
| 12 juni 15.00u | Kaiserslautern | Groep F        | Australië            | 3 – 1   | Japan                |
| 12 juni 18.00u | Gelsenkirchen  | Groep E        | Verenigde Staten     | 0 – 3   | Tsjechië             |
| 12 juni 21.00u | Hannover       | Groep E        | Italië               | 2 – 0   | Ghana                |
| 13 juni 15.00u | Frankfurt      | Groep G        | Zuid-Korea           | 2 – 1   | Togo                 |
| 13 juni 18.00u | Stuttgart      | Groep G        | Frankrijk            | 0 – 0   | Zwitserland          |
| 13 juni 21.00u | Berlijn        | Groep F        | Brazilië             | 1 – 0   | Kroatië              |
| 14 juni 15.00u | Leipzig        | Groep H        | Spanje               | 4 – 0   | Oekraïne             |
| 14 juni 18.00u | München        | Groep H        | Tunesië              | 2 – 2   | Saoedi-Arabië        |
| 14 juni 21.00u | Dortmund       | Groep A        | Duitsland            | 1 – 0   | Polen                |
| 15 juni 15.00u | Hamburg        | Groep A        | Ecuador              | 3 – 0   | Costa Rica           |
| 15 juni 18.00u | Neurenberg     | Groep B        | Engeland             | 2 – 0   | Trinidad en Tobago   |
| 15 juni 21.00u | Berlijn        | Groep B        | Zweden               | 1 – 0   | Paraguay             |
| 16 juni 15.00u | Gelsenkirchen  | Groep C        | Argentinië           | 6 – 0   | Servië en Montenegro |
| 16 juni 18.00u | Stuttgart      | Groep C        | Nederland            | 2 – 1   | Ivoorkust            |
| 16 juni 21.00u | Hannover       | Groep D        | Mexico               | 0 – 0   | Angola               |
| 17 juni 15.00u | Frankfurt      | Groep D        | Portugal             | 2 – 0   | Iran                 |
| 17 juni 18.00u | Keulen         | Groep E        | Tsjechië             | 0 – 2   | Ghana                |
| 17 juni 21.00u | Kaiserslautern | Groep E        | Italië               | 1 – 1   | Verenigde Staten     |
| 18 juni 15.00u | Neurenberg     | Groep F        | Japan                | 0 – 0   | Kroatië              |
| 18 juni 18.00u | München        | Groep F        | Brazilië             | 2 – 0   | Australië            |
| 18 juni 21.00u | Leipzig        | Groep G        | Frankrijk            | 1 – 1   | Zuid-Korea           |
| 19 juni 15.00u | Dortmund       | Groep G        | Togo                 | 0 – 2   | Zwitserland          |
| 19 juni 18.00u | Hamburg        | Groep H        | Saoedi-Arabië        | 0 – 4   | Oekraïne             |
| 19 juni 21.00u | Stuttgart      | Groep H        | Spanje               | 3 – 1   | Tunesië              |
| 20 juni 16.00u | Berlijn        | Groep A        | Ecuador              | 0 – 3   | Duitsland            |
| 20 juni 16.00u | Hannover       | Groep A        | Costa Rica           | 1 – 2   | Polen                |
| 20 juni 21.00u | Keulen         | Groep B        | Zweden               | 2 – 2   | Engeland             |
| 20 juni 21.00u | Kaiserslautern | Groep B        | Paraguay             | 2 – 0   | Trinidad en Tobago   |
| 21 juni 16.00u | Gelsenkirchen  | Groep D        | Portugal             | 2 – 1   | Mexico               |
| 21 juni 16.00u | Leipzig        | Groep D        | Iran                 | 1 – 1   | Angola               |
| 21 juni 21.00u | Frankfurt      | Groep C        | Nederland            | 0 – 0   | Argentinië           |
| 21 juni 21.00u | München        | Groep C        | Ivoorkust            | 3 – 2   | Servië en Montenegro |
| 22 juni 16.00u | Hamburg        | Groep E        | Tsjechië             | 0 – 2   | Italië               |
| 22 juni 16.00u | Neurenberg     | Groep E        | Ghana                | 2 – 1   | Verenigde Staten     |
| 22 juni 21.00u | Dortmund       | Groep F        | Japan                | 1 – 4   | Brazilië             |
| 22 juni 21.00u | Stuttgart      | Groep F        | Kroatië              | 2 – 2   | Australië            |
| 23 juni 16.00u | Kaiserslautern | Groep H        | Saoedi-Arabië        | 0 – 1   | Spanje               |
| 23 juni 16.00u | Berlijn        | Groep H        | Oekraïne             | 1 – 0   | Tunesië              |
| 23 juni 21.00u | Keulen         | Groep G        | Togo                 | 0 – 2   | Frankrijk            |
| 23 juni 21.00u | Hannover       | Groep G        | Zwitserland          | 2 – 0   | Zuid-Korea           |
| 24 juni 17.00u | München        | 1/8 finale     | Duitsland            | 2 – 0   | Zweden               |
| 24 juni 21.00u | Leipzig        | 1/8 finale     | Argentinië           | 2 – 1   | Mexico               |
| 25 juni 17.00u | Stuttgart      | 1/8 finale     | Engeland             | 1 – 0   | Ecuador              |
| 25 juni 21.00u | Neurenberg     | 1/8 finale     | Portugal             | 1 – 0   | Nederland            |
| 26 juni 17.00u | Kaiserslautern | 1/8 finale     | Italië               | 1 – 0   | Australië            |
| 26 juni 21.00u | Keulen         | 1/8 finale     | Zwitserland          | 0 – 0   | Oekraïne wns (3-0)   |
| 27 juni 17.00u | Dortmund       | 1/8 finale     | Brazilië             | 3 – 0   | Ghana                |
| 27 juni 21.00u | Hannover       | 1/8 finale     | Spanje               | 1 – 3   | Frankrijk            |
| 30 juni 17.00u | Berlijn        | Kwartfinale 1  | Duitsland wns (4-2)  | 1 – 1   | Argentinië           |
| 30 juni 21.00u | Hamburg        | Kwartfinale 2  | Italië               | 3 – 0   | Oekraïne             |
| 01 juli 17.00u | Gelsenkirchen  | Kwartfinale 3  | Engeland             | 0 – 0   | Portugal wns (3-1)   |
| 01 juli 21.00u | Frankfurt      | Kwartfinale 4  | Brazilië             | 0 – 1   | Frankrijk            |
| 04 juli 21.00u | Dortmund       | Halve finale 1 | Duitsland            | 0 – 2   | Italië               |
| 05 juli 21.00u | München        | Halve finale 2 | Portugal             | 0 – 1   | Frankrijk            |
| 08 juli 21.00u | Stuttgart      | Troostfinale   | Duitsland            | 3 – 1   | Portugal             |
| 09 juli 20.00u | Berlijn        | Finale         | Italië wns (5-3)     | 1 – 1   | Frankrijk            |

- wns – wint na strafschoppen

## Groepsfase

### Puntentelling
De teams spelen in groepen van 4, waarbij elk land één maal tegen elk ander land uit zijn groep speelt. Volgens het driepuntensysteem levert dit drie punten op voor een zege, een voor een gelijkspel en nul voor een nederlaag. De eerste twee uit elke groep gaan door naar de volgende ronde.

### Beslissingscriteria
Wanneer teams na het beëindigen van de groepsfase met evenveel punten eindigen, worden een aantal opeenvolgende criteria doorlopen tot een verschil wordt gevonden en men de twee ploegen kan ordenen:
1. Het doelpuntensaldo over alle groepswedstrijden.
2. Meeste doelpunten gescoord in alle groepswedstrijden.
3. Meeste punten in de groepswedstrijden tegen andere ploegen met gelijk aantal punten.
4. Doelpuntensaldo als resultaat van de groepswedstrijden tegen andere ploegen met gelijk aantal punten.
5. Meeste doelpunten gescoord in de groepswedstrijden tegen andere ploegen met gelijk aantal punten.
6. Lottrekking door het organiserend comité van de FIFA World Cup.

## Groep A
Na het teleurstellende EK van 2004 stapte Rudi Völler op als coach van het Duitse team en was het moeilijk een opvolger te vinden. Uiteindelijk werd zijn voormalige teamgenoot in de aanval - maar als coach onervaren - Jurgen Klinsmann de trainer, Joachim Löw diens assistent. De oefencampagne viel tegen,  met nederlagen tegen Slowakije en Turkije. Vlak voor het WK leed Duitsland een kansloze nederlaag tegen Italië. De kritiek op Kinsmann was niet mals, de voetbalbond bleef hem steunen. Opmerkelijkste ingreep van Klinsmann was het passeren van doelman Oliver Kahn ten gunste van de eeuwige reserve Jens Lehmann. De heren stonden niet bekend als vrienden en heel Duitsland hield zijn adem in.
Voor de eerste keer sinds 1970 was niet de wedstrijd van de regerende wereldkampioen de openingswedstrijd, maar die van het organiserende land.. Opvallend doelpuntrijk was de wedstrijd. Vielen in de afgelopen WK's weinig doelpunten in openingswedstrijden, nu vielen er zes. In de eerste wedstrijd tegen Costa Rica speelde Duitsland aanvallend veel sterker dan verdedigend en won met 4-2. Hoogtepunt was een afstandsschot van Torsten Frings. De andere favoriet in deze groep, Polen blameerde zich door met 2-0 van Ecuador te verliezen. Polen had een veldoverwicht, maar kon tot de ultieme slotfase (twee schoten op de paal) weinig uitrichten, Ecuador was in de tegenstoot gevaarlijker.

In de wedstrijd tegen Duitsland herstelde Polen zich qua veldspel en creëerde net als Duitsland veel kansen. Na twee keer geel van Radosław Sobolewski in de 75e minuut was het alleen nog maar eenrichtingsverkeer richting het Poolse doel, uiteindelijk capituleerde de uitblinkende doelman Artur Boruc in de blessure-tijd door een doelpunt van invaller Oliver Neuville. Na het WK werd de Poolse coach Paweł Janas ontslagen. Duitsland en Ecuador plaatsten zich probleemloos voor de achtste finales, Duitsland ging per wedstrijd beter spelen en werd groepswinnaar na een 3-0 zege op Ecuador.
| Land       | Wed | Win | Gel | Ver | DV | DT | +/− | Pnt |
| ---------- | --- | --- | --- | --- | -- | -- | --- | --- |
| Duitsland  | 3   | 3   | 0   | 0   | 8  | 2  | 6   | 9   |
| Ecuador    | 3   | 2   | 0   | 1   | 5  | 3  | 2   | 6   |
| Polen      | 3   | 1   | 0   | 2   | 2  | 4  | –2  | 3   |
| Costa Rica | 3   | 0   | 0   | 3   | 3  | 9  | –6  | 0   |

|                                              |                                   |       |                   |                                                                              |
| 9 juni 2006 «onderlinge duels» 18:00 (UTC+2) | Duitsland                         | 4 – 2 | Costa Rica        | Allianz Arena, München Toeschouwers: 66.000 Scheidsrechter: Horacio Elizondo |
| 9 juni 2006 «onderlinge duels» 18:00 (UTC+2) | Lahm 6' Klose 17', 61' Frings 87' |       | 12', 73' Wanchope | Allianz Arena, München Toeschouwers: 66.000 Scheidsrechter: Horacio Elizondo |

|                                              |       |                            |         |                                                                                 |
| 9 juni 2006 «onderlinge duels» 21:00 (UTC+2) | Polen | 0 – 2                      | Ecuador | Veltins-Arena, Gelsenkirchen Toeschouwers: 65.000 Scheidsrechter: Toru Kamikawa |
| 9 juni 2006 «onderlinge duels» 21:00 (UTC+2) |       | 24' C. Tenorio 81' Delgado |         | Veltins-Arena, Gelsenkirchen Toeschouwers: 65.000 Scheidsrechter: Toru Kamikawa |

|                                               |                |       |       |                                                                                        |
| 14 juni 2006 «onderlinge duels» 21:00 (UTC+2) | Duitsland      | 1 – 0 | Polen | Signal Iduna Park, Dortmund Toeschouwers: 65.000 Scheidsrechter: Luis Medina Cantalejo |
| 14 juni 2006 «onderlinge duels» 21:00 (UTC+2) | Neuville 90+1' |       |       | Signal Iduna Park, Dortmund Toeschouwers: 65.000 Scheidsrechter: Luis Medina Cantalejo |

|                                               |                                          |       |            |                                                                             |
| 15 juni 2006 «onderlinge duels» 15:00 (UTC+2) | Ecuador                                  | 3 – 0 | Costa Rica | Volksparkstadion, Hamburg Toeschouwers: 50.000 Scheidsrechter: Coffi Codjia |
| 15 juni 2006 «onderlinge duels» 15:00 (UTC+2) | C. Tenorio 8' Delgado 54' Kaviedes 90+2' |       |            | Volksparkstadion, Hamburg Toeschouwers: 50.000 Scheidsrechter: Coffi Codjia |

|                                               |         |                            |           |                                                                              |
| 20 juni 2006 «onderlinge duels» 16:00 (UTC+2) | Ecuador | 0 – 3                      | Duitsland | Olympiastadion, Berlijn Toeschouwers: 72.000 Scheidsrechter: Valentin Ivanov |
| 20 juni 2006 «onderlinge duels» 16:00 (UTC+2) |         | 4', 44' Klose 57' Podolski |           | Olympiastadion, Berlijn Toeschouwers: 72.000 Scheidsrechter: Valentin Ivanov |

|                                               |            |       |                  |                                                                         |
| 20 juni 2006 «onderlinge duels» 16:00 (UTC+2) | Costa Rica | 1 – 2 | Polen            | AWD-Arena, Hannover Toeschouwers: 43.000 Scheidsrechter: Shamsul Maidin |
| 20 juni 2006 «onderlinge duels» 16:00 (UTC+2) | Gómez 25'  |       | 33', 66' Bosacki | AWD-Arena, Hannover Toeschouwers: 43.000 Scheidsrechter: Shamsul Maidin |

## Groep B
| Land               | Wed | Win | Gel | Ver | DV | DT | +/− | Pnt |
| ------------------ | --- | --- | --- | --- | -- | -- | --- | --- |
| Engeland           | 3   | 2   | 1   | 0   | 5  | 2  | 3   | 7   |
| Zweden             | 3   | 1   | 2   | 0   | 3  | 2  | 1   | 5   |
| Paraguay           | 3   | 1   | 0   | 2   | 2  | 2  | 0   | 3   |
| Trinidad en Tobago | 3   | 0   | 1   | 2   | 0  | 4  | –4  | 1   |

Trinidad en Tobago was samen met Angola en Togo de grote verrassing tijdens de WK-kwalificatie, het werd gecoacht door de Nederlander Leo Beenhakker. Op het WK zette de eilandengroep de goede resultaten door door doelpuntloos gelijk te spelen tegen Zweden. Trinidad en Tobago speelde bijna de hele tweede helft met tien man, omdat Avery John een tweede gele kaart ontving na een vliegende tackle. Het gevreesde spitsenduo Zlatan Ibrahimovic en Henrik Larsson misten veel kansen, de op het laatste moment ingezette doelman Shaka Hislop blonk uit en het team van Beenhakker hield knap stand. Ook tegen Engeland hield Trinidad en Tobago het lang vol, in de 83e minuut scoorde Peter Crouch, het doelpunt was omstreden, omdat Crouch kopte terwijl hij aan de rasta-haren van Brent Sancho trok. In de laatste wedstrijd was de pijp leeg, Trinidad en Tobago verloor kansloos met 2-0 van Paraguay mede door een eigen doelpunt van Sancho. Desondanks was de bescheiden eilandengroep trots, Beenhakker werd geridderd.
De Engelse voetbalbond verlengde het contract met de Zweed Sven-Goran Eriksson tot en met 2008. In januari werd Eriksson benaderd door een Arabier om manager van Aston Villa te worden, de sjeik bleek een verslaggever van News of the World te zijn en Eriksson trapte erin. De FA en Eriksson kwamen overeen, dat het contract verkort werd tot en met het WK. Er waren ook personele problemen, vlak voor het WK raakt Wayne Rooney geblesseerd aan zijn enkel, hij ging toch mee naar het WK, maar  zou de eerste wedstrijden hoogstens kunnen invallen.
Paraguay was als eerste land uitgeschakeld, het verloor zowel van Engeland als van Zweden met 1-0, de laatste wedstrijd door een doelpunt van Fredrik Ljungberg vlak voor tijd. De laatste wedstrijd in de groep ging om de groepswinst, Zweden - Engeland eindigde in 2-2. Memorabel waren de eerste twee doelpunten, Joe Cole opende de score namens Engeland met een lob buiten het strafschopgebied, de gelijkmaker van Marcus Allbäck was de 2.000ste goal tijdens een wereldkampioenschap.
|                                               |                   |       |          |                                                                                   |
| 10 juni 2006 «onderlinge duels» 15:00 (UTC+2) | Engeland          | 1 – 0 | Paraguay | Commerzbank-Arena, Frankfurt Toeschouwers: 48.000 Scheidsrechter: Marco Rodríguez |
| 10 juni 2006 «onderlinge duels» 15:00 (UTC+2) | Gamarra 3' (e.d.) |       |          | Commerzbank-Arena, Frankfurt Toeschouwers: 48.000 Scheidsrechter: Marco Rodríguez |

|                                               |                    |       |        |                                                                                 |
| 10 juni 2006 «onderlinge duels» 18:00 (UTC+2) | Trinidad en Tobago | 0 – 0 | Zweden | Signal Iduna Park, Dortmund Toeschouwers: 62.959 Scheidsrechter: Shamsul Maidin |
| 10 juni 2006 «onderlinge duels» 18:00 (UTC+2) |                    |       |        | Signal Iduna Park, Dortmund Toeschouwers: 62.959 Scheidsrechter: Shamsul Maidin |

|                                               |                          |       |                    |                                                                                   |
| 15 juni 2006 «onderlinge duels» 18:00 (UTC+2) | Engeland                 | 2 – 0 | Trinidad en Tobago | easyCredit-Stadion, Neurenberg Toeschouwers: 41.000 Scheidsrechter: Toru Kamikawa |
| 15 juni 2006 «onderlinge duels» 18:00 (UTC+2) | Crouch 83' Gerrard 90+1' |       |                    | easyCredit-Stadion, Neurenberg Toeschouwers: 41.000 Scheidsrechter: Toru Kamikawa |

|                                               |               |       |          |                                                                           |
| 15 juni 2006 «onderlinge duels» 21:00 (UTC+2) | Zweden        | 1 – 0 | Paraguay | Olympiastadion, Berlijn Toeschouwers: 72.000 Scheidsrechter: Ľuboš Micheľ |
| 15 juni 2006 «onderlinge duels» 21:00 (UTC+2) | Ljungberg 89' |       |          | Olympiastadion, Berlijn Toeschouwers: 72.000 Scheidsrechter: Ľuboš Micheľ |

|                                               |                         |       |                         |                                                                                  |
| 20 juni 2006 «onderlinge duels» 21:00 (UTC+2) | Zweden                  | 2 – 2 | Engeland                | RheinEnergieStadion, Keulen Toeschouwers: 45.000 Scheidsrechter: Massimo Busacca |
| 20 juni 2006 «onderlinge duels» 21:00 (UTC+2) | Allbäck 51' Larsson 90' |       | 34' J. Cole 85' Gerrard | RheinEnergieStadion, Keulen Toeschouwers: 45.000 Scheidsrechter: Massimo Busacca |

|                                               |                              |       |                    |                                                                                           |
| 20 juni 2006 «onderlinge duels» 21:00 (UTC+2) | Paraguay                     | 2 – 0 | Trinidad en Tobago | Fritz-Walter-Stadion, Kaiserslautern Toeschouwers: 46.000 Scheidsrechter: Roberto Rosetti |
| 20 juni 2006 «onderlinge duels» 21:00 (UTC+2) | Sancho 25' (e.d.) Cuevas 86' |       |                    | Fritz-Walter-Stadion, Kaiserslautern Toeschouwers: 46.000 Scheidsrechter: Roberto Rosetti |

## Groep C
Groep C was een zogenaamde poule des doods met twee gevestigde landen en twee landen, die in staat waren deze landen uit te kunnen schakelen. Bij Argentinië waren de ogen gericht op het supertalent Lionel Messi, die tijdens het toernooi negentien jaar zou worden, hij zorgde ervoor dat het jeugdteam wereldkampioen werd. Zijn debuut in het Argentijns hoofdteam liep uit op een debacle, hij werd tegen Hongarije uit het veld gestuurd. Hij zou echter vooral reserve staan in een team met spelmaker Juan Román Riquelme, de zoveelste Argentijnse speler die werd gezien als de nieuwe Maradona en doelpuntenmachine Hernán Crespo. Nederland plaatste zich voor het toernooi met een vernieuwde selectie, coach Marco van Basten weigerde gearriveerde vedetten als Clarence Seedorf, Edgar Davids en Patrick Kluivert te selecteren. En poging om de bij Feyenoord spelende Salomon Kalou te naturaliseren werd door minister Verdonk afgewezen. Zijn oorspronkelijke land Ivoorkust was een van de tegenstanders, superspits Didier Drogba was de blikvanger van het team. Servië en Montenegro plaatste zich voor het WK ten koste van België, dat voor de eerste keer sinds 1982 niet meedeed, het zou voor de laatste keer meedoen aan het WK aangezien Montenegro een onafhankelijk land werd.
Argentinië en Ivoorkust waren in de eerste helft gelijkwaardig aan elkaar, maar Argentinië was effectiever in het benutten van de kansen en nam een 2-0 voorsprong door doelpunten van Hernán Crespo en Javier Saviola. In de tweede helft overheerste Ivoorkust, maar het kwam niet verder dan een late tegentreffer van Didier Drogba. Nederland tegen Servië en Montenegro, het duel met het minste aantal toeschouwers op dit toernooi, was een minder verheffende wedstrijd, Nederland won met 1-0 door een treffer van Arjen Robben, die de smaakmaker van de wedstrijd was met individuele acties. Ploeggenoot Robin van Persie had ook kritiek op het spel van zijn teamgenoot, in zijn mening dacht Robben niet altijd aan het teambelang in zijn acties.
Argentinië voerde een galavorstelling op tegen Servië Montenegro: 6-0, de fraaiste treffer was van Esteban Cambiasso, die scoorde na langdurig balbezit en snel combinatiespel. Invaller Messi scoorde zijn eerste goal op een WK en uit frustratie werd de Servische spits Mateja Kežman uit het ved gestuurd na een onbesuisde tackle. Ivoorkust streed voor zijn laatste kans tegen Nederland en had overwicht in het begin van de wedstrijd, totdat Nederland een vrije trap kreeg, die succesvol werd genomen door Robin van Persie. Vlak daarna scoorde Ruud van Nistelrooy na een solo van Arjen Robben. De wedstrijd was echter nog lang niet gelopen, eerst schoot Didier Zokora op de paal, later scoorde Bakari Koné door drie man te passeren. In de tweede helft had Ivoorkust de overhand, de beste kans werd verijdeld door Robin van Persie die een bal van de lijn haalde. Nederland haalde op tandvlees de eindstreep en plaatste zich samen met Argentinië voor de achtste finales. In de laatste wedstrijd stond Ivoorkust voor de derde keer op rij met 0-2 achter, maar nu wonnen de Afrikanen, die een goede indruk maakten maar wel voortijdig uitgeschakeld waren wel: 3-2 van Servië en Montenegro.
| Land                 | Wed | Win | Gel | Ver | DV | DT | +/− | Pnt |
| -------------------- | --- | --- | --- | --- | -- | -- | --- | --- |
| Argentinië           | 3   | 2   | 1   | 0   | 8  | 1  | 7   | 7   |
| Nederland            | 3   | 2   | 1   | 0   | 3  | 1  | 2   | 7   |
| Ivoorkust            | 3   | 1   | 0   | 2   | 5  | 6  | –1  | 3   |
| Servië en Montenegro | 3   | 0   | 0   | 3   | 2  | 10 | –8  | 0   |

|                                               |                        |       |            |                                                                                   |
| 10 juni 2006 «onderlinge duels» 21:00 (UTC+2) | Argentinië             | 2 – 1 | Ivoorkust  | Volksparkstadion, Hamburg Toeschouwers: 49.480 Scheidsrechter: Frank De Bleeckere |
| 10 juni 2006 «onderlinge duels» 21:00 (UTC+2) | Crespo 24' Saviola 38' |       | 82' Drogba | Volksparkstadion, Hamburg Toeschouwers: 49.480 Scheidsrechter: Frank De Bleeckere |

|                                               |                      |            |           |                                                                          |
| 11 juni 2006 «onderlinge duels» 15:00 (UTC+2) | Servië en Montenegro | 0 – 1      | Nederland | Zentralstadion, Leipzig Toeschouwers: 37.216 Scheidsrechter: Markus Merk |
| 11 juni 2006 «onderlinge duels» 15:00 (UTC+2) |                      | 17' Robben |           | Zentralstadion, Leipzig Toeschouwers: 37.216 Scheidsrechter: Markus Merk |

|                                               |                                                                |       |                      |                                                                                   |
| 16 juni 2006 «onderlinge duels» 15:00 (UTC+2) | Argentinië                                                     | 6 – 0 | Servië en Montenegro | Veltins-Arena, Gelsenkirchen Toeschouwers: 52.000 Scheidsrechter: Roberto Rosetti |
| 16 juni 2006 «onderlinge duels» 15:00 (UTC+2) | Rodríguez 6', 41' Cambiasso 31' Crespo 78' Tévez 84' Messi 88' |       |                      | Veltins-Arena, Gelsenkirchen Toeschouwers: 52.000 Scheidsrechter: Roberto Rosetti |

|                                               |                                    |       |             |                                                                                |
| 16 juni 2006 «onderlinge duels» 18:00 (UTC+2) | Nederland                          | 2 – 1 | Ivoorkust   | Mercedes-Benz Arena, Stuttgart Toeschouwers: 52.000 Scheidsrechter: Óscar Ruiz |
| 16 juni 2006 «onderlinge duels» 18:00 (UTC+2) | Van Persie 23' Van Nistelrooij 27' |       | 38' B. Koné | Mercedes-Benz Arena, Stuttgart Toeschouwers: 52.000 Scheidsrechter: Óscar Ruiz |

|                                               |           |       |            |                                                                                         |
| 21 juni 2006 «onderlinge duels» 21:00 (UTC+2) | Nederland | 0 – 0 | Argentinië | Commerzbank-Arena, Frankfurt Toeschouwers: 48.000 Scheidsrechter: Luis Medina Cantalejo |
| 21 juni 2006 «onderlinge duels» 21:00 (UTC+2) |           |       |            | Commerzbank-Arena, Frankfurt Toeschouwers: 48.000 Scheidsrechter: Luis Medina Cantalejo |

|                                               |                                          |       |                      |                                                                             |
| 21 juni 2006 «onderlinge duels» 21:00 (UTC+2) | Ivoorkust                                | 3 – 2 | Servië en Montenegro | Allianz Arena, München Toeschouwers: 66.000 Scheidsrechter: Marco Rodríguez |
| 21 juni 2006 «onderlinge duels» 21:00 (UTC+2) | Dindane 37' (pen.), 67' Kalou 86' (pen.) |       | 10' Žigić 20' Ilić   | Allianz Arena, München Toeschouwers: 66.000 Scheidsrechter: Marco Rodríguez |

## Groep D
De grootste verrassing van de kwalificatie was Angola, dat te sterk was voor Nigeria. Het land had vanaf de jaren zestig tot en met 2002 oorlog gekend en kwalificatie voor het grootste voetbaltoernooi was een welkome opsteker. De eerste wedstrijd was tegen de voormalige kolonisator Portugal, een vriendschappelijke wedstrijd liep ooit volledig uit de hand. Het werd al snel 1-0 door een doelpunt van Pauleta, Portugal was veel sterker vooral dankzij de opgefleurde veteraan Luis Figo, maar verder hield Angola de schade beperkt. Tegen Mexico bleef het 0-0. Een stunt was in de maak toen Angola met 1-0 voor kwam tegen het al uitgeschakelde Iran en aangezien Mexico met 2-1 achter stond tegen het al geplaatste Portugal had Angola nog twee doelpunten nodig om opnieuw voor een stunt te zorgen. Het sprookje ging echter uit toen Iran gelijk maakte en Mexico en Portugal gingen door naar de achtste finales.
| Land     | Wed | Win | Gel | Ver | DV | DT | +/− | Pnt |
| -------- | --- | --- | --- | --- | -- | -- | --- | --- |
| Portugal | 3   | 3   | 0   | 0   | 5  | 1  | 4   | 9   |
| Mexico   | 3   | 1   | 1   | 1   | 4  | 3  | 1   | 4   |
| Angola   | 3   | 0   | 2   | 1   | 1  | 2  | –1  | 2   |
| Iran     | 3   | 0   | 1   | 2   | 2  | 6  | –4  | 1   |

|                                               |                          |       |                  |                                                                                     |
| 11 juni 2006 «onderlinge duels» 18:00 (UTC+2) | Mexico                   | 3 – 1 | Iran             | easyCredit-Stadion, Neurenberg Toeschouwers: 41.000 Scheidsrechter: Roberto Rosetti |
| 11 juni 2006 «onderlinge duels» 18:00 (UTC+2) | Bravo 28', 76' Sinha 79' |       | 36' Golmohammadi | easyCredit-Stadion, Neurenberg Toeschouwers: 41.000 Scheidsrechter: Roberto Rosetti |

|                                               |        |            |          |                                                                                  |
| 11 juni 2006 «onderlinge duels» 21:00 (UTC+2) | Angola | 0 – 1      | Portugal | RheinEnergieStadion, Keulen Toeschouwers: 45.000 Scheidsrechter: Jorge Larrionda |
| 11 juni 2006 «onderlinge duels» 21:00 (UTC+2) |        | 4' Pauleta |          | RheinEnergieStadion, Keulen Toeschouwers: 45.000 Scheidsrechter: Jorge Larrionda |

|                                               |        |       |        |                                                                         |
| 16 juni 2006 «onderlinge duels» 21:00 (UTC+2) | Mexico | 0 – 0 | Angola | AWD-Arena, Hannover Toeschouwers: 43.000 Scheidsrechter: Shamsul Maidin |
| 16 juni 2006 «onderlinge duels» 21:00 (UTC+2) |        |       |        | AWD-Arena, Hannover Toeschouwers: 43.000 Scheidsrechter: Shamsul Maidin |

|                                               |                                |       |      |                                                                               |
| 17 juni 2006 «onderlinge duels» 15:00 (UTC+2) | Portugal                       | 2 – 0 | Iran | Commerzbank-Arena, Frankfurt Toeschouwers: 48.000 Scheidsrechter: Éric Poulat |
| 17 juni 2006 «onderlinge duels» 15:00 (UTC+2) | Deco 63' C. Ronaldo 80' (pen.) |       |      | Commerzbank-Arena, Frankfurt Toeschouwers: 48.000 Scheidsrechter: Éric Poulat |

|                                               |                             |       |             |                                                                                |
| 21 juni 2006 «onderlinge duels» 16:00 (UTC+2) | Portugal                    | 2 – 1 | Mexico      | Veltins-Arena, Gelsenkirchen Toeschouwers: 52.000 Scheidsrechter: Ľuboš Micheľ |
| 21 juni 2006 «onderlinge duels» 16:00 (UTC+2) | Maniche 6' Simão 24' (pen.) |       | 29' Fonseca | Veltins-Arena, Gelsenkirchen Toeschouwers: 52.000 Scheidsrechter: Ľuboš Micheľ |

|                                               |                    |       |            |                                                                          |
| 21 juni 2006 «onderlinge duels» 16:00 (UTC+2) | Iran               | 1 – 1 | Angola     | Zentralstadion, Leipzig Toeschouwers: 38.000 Scheidsrechter: Mark Shield |
| 21 juni 2006 «onderlinge duels» 16:00 (UTC+2) | Bakhtiarizadeh 75' |       | 60' Flávio | Zentralstadion, Leipzig Toeschouwers: 38.000 Scheidsrechter: Mark Shield |

## Groep E
Vlak voor het WK begon barstte de bom in Italië, een grootschalig omkoopschandaal, bijgenaamd Calciopoli kwam aan het licht. Jarenlang waren spelers en scheidsrechters omgekocht, spil was algemeen directeur Luciano Moggi van Juventus die reputaties van scheidsrechters kon maken of breken. Ook clubs als Lazio Roma en AC Milan hadden een bedenkelijke reputatie en er vonden huiszoekingen plaats bij grote spelers als Zinedine Zidane en Fabio Cannavaro. Uiteindelijk werden de twee laatste landstitels van Juventus ontnomen, de ploeg degradeerde naar de Serie B. De stress bij Juventus werd belichaamd door spelersbegeleider Gianluca Pessotto, die zich van het leven probeerde te beroven door van het clubgebouw van Juventus te springen, hij overleefde de poging.
Het Italiaanse nationale team stond ook onder druk, manager Marcello Lippi was jarenlang manager van Juventus, zijn zoon was ook betrokken bij het schandaal, zijn schuld in het omvangrijke schandaal was niet bewezen. Het team rechte zijn rug en had met doelman Gianluigi Buffon, verdediger Fabio Cannavaro, de fijnbesnaarde middenvelder Andrea Pirlo en topscorer Luca Toni sterke troeven. Italië begon goed met een 2-0 zege  tegen een eveneens goed spelend Ghana. De doelpunten werden gemaakt door Andrea Pirlo met een schot van afstand en Vincenzo Iaquinta profiteerde van een zachte terugspeelbal van ex-Bayern München-speler Samuel Kuffour.
De andere favoriet in deze groep Tsjechië had ook een sterke generatie met keeper Petr Čech, topscorer Jan Koller en vooral de middenvelder van Juventus Pavel Nedved. Merkwaardigerwijs debuteerde deze generatie op een WK, terwijl de "Gouden Generatie" glorieerde op EK's (finalist 1996, halve finalist 2004). In de eerste wedstrijd won de ploeg simpel met 3-0 van de Verenigde Staten, Koller scoorde tweemaal, maar raakte geblesseerd en kon de volgende wedstrijden niet mee spelen. In de tweede wedstrijd stond Tsjechië als verlamd in het veld en verloor kansloos met 2-0 van Ghana, dat ook nog een strafschop miste. Italië teleurstelde ook door met 1-1 gelijk te spelen tegen de Verenigde Staten. Er vielen liefst drie rode kaarten: naast twee Amerikanen werd Daniele De Rossi uit het veld gestuurd na een elleboogstoot op Brian McBride, hij zou voor vier wedstrijden worden geschorst en zou hoogstens tijdens de finale weer in actie kunnen komen.
In de laatste speelronde hadden alle landen nog kans zich te plaatsen. Ghana had na de goede wedstrijden tegen Italië en Tsjechië moeite met de Verenigde Staten, het won met 2-1 en plaatste zich als enig Afrikaans land voor de achtste finales. Amerika speelde geen enkele rol van betekenis in deze groep, coach Bruce Arena werd ontslagen. Tsjechië vocht voor zijn laatste kans tegen Italië, vooral Pavel Nedved sleurde zijn ploeg naar voren, maar na de 1-0 voorsprong door de vroege invaller Marco Materazzi speelde Tsjechië weer als verlamd. De eindstand was 2-0 en Tsjechië was vroegtijdig uitgeschakeld.
| Land             | Wed | Win | Gel | Ver | DV | DT | +/− | Pnt |
| ---------------- | --- | --- | --- | --- | -- | -- | --- | --- |
| Italië           | 3   | 2   | 1   | 0   | 5  | 1  | 4   | 7   |
| Ghana            | 3   | 2   | 0   | 1   | 4  | 3  | 1   | 6   |
| Tsjechië         | 3   | 1   | 0   | 2   | 3  | 4  | –1  | 3   |
| Verenigde Staten | 3   | 0   | 1   | 2   | 2  | 6  | –4  | 1   |

|                                               |                  |                            |          |                                                                                   |
| 12 juni 2006 «onderlinge duels» 18:00 (UTC+2) | Verenigde Staten | 0 – 3                      | Tsjechië | Veltins-Arena, Gelsenkirchen Toeschouwers: 52.000 Scheidsrechter: Carlos Amarilla |
| 12 juni 2006 «onderlinge duels» 18:00 (UTC+2) |                  | 5' Koller 36', 76' Rosický |          | Veltins-Arena, Gelsenkirchen Toeschouwers: 52.000 Scheidsrechter: Carlos Amarilla |

|                                               |                        |       |       |                                                                       |
| 12 juni 2006 «onderlinge duels» 21:00 (UTC+2) | Italië                 | 2 – 0 | Ghana | AWD-Arena, Hannover Toeschouwers: 43.000 Scheidsrechter: Carlos Simon |
| 12 juni 2006 «onderlinge duels» 21:00 (UTC+2) | Pirlo 40' Iaquinta 83' |       |       | AWD-Arena, Hannover Toeschouwers: 43.000 Scheidsrechter: Carlos Simon |

|                                               |          |                     |       |                                                                                   |
| 17 juni 2006 «onderlinge duels» 18:00 (UTC+2) | Tsjechië | 0 – 2               | Ghana | RheinEnergieStadion, Keulen Toeschouwers: 45.000 Scheidsrechter: Horacio Elizondo |
| 17 juni 2006 «onderlinge duels» 18:00 (UTC+2) |          | 2' Gyan 82' Muntari |       | RheinEnergieStadion, Keulen Toeschouwers: 45.000 Scheidsrechter: Horacio Elizondo |

|                                               |               |       |                     |                                                                                           |
| 17 juni 2006 «onderlinge duels» 21:00 (UTC+2) | Italië        | 1 – 1 | Verenigde Staten    | Fritz-Walter-Stadion, Kaiserslautern Toeschouwers: 46.000 Scheidsrechter: Jorge Larrionda |
| 17 juni 2006 «onderlinge duels» 21:00 (UTC+2) | Gilardino 22' |       | 27' (e.d.) Zaccardo | Fritz-Walter-Stadion, Kaiserslautern Toeschouwers: 46.000 Scheidsrechter: Jorge Larrionda |

|                                               |          |                           |        |                                                                          |
| 22 juni 2006 «onderlinge duels» 16:00 (UTC+2) | Tsjechië | 0 – 2                     | Italië | AOL Arena, Hamburg Toeschouwers: 50.000 Scheidsrechter: Benito Archundia |
| 22 juni 2006 «onderlinge duels» 16:00 (UTC+2) |          | 26' Materazzi 87' Inzaghi |        | AOL Arena, Hamburg Toeschouwers: 50.000 Scheidsrechter: Benito Archundia |

|                                               |                               |       |                  |                                                                                 |
| 22 juni 2006 «onderlinge duels» 16:00 (UTC+2) | Ghana                         | 2 – 1 | Verenigde Staten | easyCredit-Stadion, Neurenberg Toeschouwers: 41.000 Scheidsrechter: Markus Merk |
| 22 juni 2006 «onderlinge duels» 16:00 (UTC+2) | Dramani 22' Appiah 45' (pen.) |       | 43' Dempsey      | easyCredit-Stadion, Neurenberg Toeschouwers: 41.000 Scheidsrechter: Markus Merk |

## Groep F
Voor velen was titelverdediger Brazilië opnieuw de favoriet, het herbergde vier van de beste voetballers allen spelend voor grote clubs: Adriano (Inter Milan), middenvelder Kaká (AC Milan), topscorer Ronaldo (Real Madrid) en vooral Ronaldinho (FC Barcelona) die met zijn wervelende acties verantwoordelijk was voor de Champions League winst. Heel Berlijn keek verwachtingsvol uit naar de eerste wedstrijd tegen Kroatië, maar de wedstrijd was bleekjes en alleen een sterk moment van Kaká was genoeg voor de winst. Ook de wedstrijd tegen Australië viel voor de liefhebbers van samba-voetbal tegen, Australië kreeg na de 1-0 van Adriano genoeg kansen, maar het werd uiteindelijk 2-0 door invaller Fred. Brazilië was al geplaatst, in de laatste wedstrijd tegen Japan maakte een veredeld B-team een veel frisser indruk, het won met 4-1 en de in de eerste wedstrijden zwaar tegenvallende Ronaldo scoorde twee doelpunten en was nu met Gerd Müller topscorer aller tijden.
Japan, Kroatië en Australië streden om de tweede plaats, Japan kwam tegen Australië op een 1-0 voorsprong door een doelpunt van de bij
Celtic spelende Shunsuke Nakuruma na verkeerd inlopen van de Australische doelman Mark Schwarzer en stond vijf minuten voor tijd nog steeds voor. De Nederlandse bondscoach Guus Hiddink, die eerder wonderen verrichtte op het vorige WK bij Zuid-Korea bracht Tim Cahill en John Aloisi in, zij zorgden voor drie doelpunten in vijf minuten tijd. Het waren de eerste doelpunten en de eerste zege van Australië op een WK. Japan tegen Kroatië was doelpuntloos, mede omdat de Kroaat Darijo Srna een strafschop miste.
In het beslissende duel tegen Kroatië zou Australië genoeg hebben aan een gelijkspel. Al vroeg in de wedstrijd kwam Kroatië voor door een vrije trap van Srna, na een overduidelijke handsbal kreeg Australië een strafschop die de gelijkmaker opleverde. Hiddink had voor de wedstrijd doelman Schwarzer gepasseerd ten gunste van ex-Roda JC doelman Željko Kalac, dat was geen gelukkige keuze, want hij blunderde opzichtig bij het tweede doelpunt. De Australiërs hadden echter een geweldige fighting spirit en kwamen in de 77e minuut op gelijke hoogte na een doelpunt van Harry Kewell. Australië had zich geplaatst voor de achtste finales en Hiddink had opnieuw een huzarenstukje afgeleverd. In de slotfase kreeg de Kroaat Josip Šimunić zijn tweede gele kaart, scheidsrechter Graham Poll vergat hem uit het veld te sturen en later stuurde Poll hem toch uit het veld na een derde gele kaart. Poll besluit na deze opmerkelijke blunder zijn loopbaan te beëindigen.
| Land      | Wed | Win | Gel | Ver | DV | DT | +/− | Pnt |
| --------- | --- | --- | --- | --- | -- | -- | --- | --- |
| Brazilië  | 3   | 3   | 0   | 0   | 7  | 1  | 6   | 9   |
| Australië | 3   | 1   | 1   | 1   | 5  | 5  | 0   | 4   |
| Kroatië   | 3   | 0   | 2   | 1   | 2  | 3  | –1  | 2   |
| Japan     | 3   | 0   | 1   | 2   | 2  | 7  | –5  | 1   |

|                                               |                              |       |              |                                                                                             |
| 12 juni 2006 «onderlinge duels» 15:00 (UTC+2) | Australië                    | 3 – 1 | Japan        | Fritz-Walter-Stadion, Kaiserslautern Toeschouwers: 46.000 Scheidsrechter: Esam Abd El Fatah |
| 12 juni 2006 «onderlinge duels» 15:00 (UTC+2) | Cahill 84', 89' Aloisi 90+2' |       | 26' Nakamura | Fritz-Walter-Stadion, Kaiserslautern Toeschouwers: 46.000 Scheidsrechter: Esam Abd El Fatah |

|                                               |          |       |         |                                                                               |
| 13 juni 2006 «onderlinge duels» 21:00 (UTC+2) | Brazilië | 1 – 0 | Kroatië | Olympiastadion, Berlijn Toeschouwers: 72.000 Scheidsrechter: Benito Archundia |
| 13 juni 2006 «onderlinge duels» 21:00 (UTC+2) | Kaká 44' |       |         | Olympiastadion, Berlijn Toeschouwers: 72.000 Scheidsrechter: Benito Archundia |

|                                               |         |       |       |                                                                                        |
| 18 juni 2006 «onderlinge duels» 15:00 (UTC+2) | Kroatië | 0 – 0 | Japan | easyCredit-Stadion, Neurenberg Toeschouwers: 41.000 Scheidsrechter: Frank De Bleeckere |
| 18 juni 2006 «onderlinge duels» 15:00 (UTC+2) |         |       |       | easyCredit-Stadion, Neurenberg Toeschouwers: 41.000 Scheidsrechter: Frank De Bleeckere |

|                                               |                      |       |           |                                                                         |
| 18 juni 2006 «onderlinge duels» 18:00 (UTC+2) | Brazilië             | 2 – 0 | Australië | Allianz Arena, München Toeschouwers: 66.000 Scheidsrechter: Markus Merk |
| 18 juni 2006 «onderlinge duels» 18:00 (UTC+2) | Adriano 49' Fred 90' |       |           | Allianz Arena, München Toeschouwers: 66.000 Scheidsrechter: Markus Merk |

|                                               |            |       |                                             |                                                                              |
| 22 juni 2006 «onderlinge duels» 21:00 (UTC+2) | Japan      | 1 – 4 | Brazilië                                    | Signal Iduna Park, Dortmund Toeschouwers: 65.000 Scheidsrechter: Éric Poulat |
| 22 juni 2006 «onderlinge duels» 21:00 (UTC+2) | Tamada 34' |       | 45+1', 81' Ronaldo 53' Juninho 59' Gilberto | Signal Iduna Park, Dortmund Toeschouwers: 65.000 Scheidsrechter: Éric Poulat |

|                                               |                      |       |                             |                                                                                 |
| 22 juni 2006 «onderlinge duels» 21:00 (UTC+2) | Kroatië              | 2 – 2 | Australië                   | Mercedes-Benz Arena, Stuttgart Toeschouwers: 52.000 Scheidsrechter: Graham Poll |
| 22 juni 2006 «onderlinge duels» 21:00 (UTC+2) | Srna 2' N. Kovač 56' |       | 38' (pen.) Moore 79' Kewell | Mercedes-Benz Arena, Stuttgart Toeschouwers: 52.000 Scheidsrechter: Graham Poll |

## Groep G
Togo had zich verrassend geplaatst voor het WK ten koste van Senegal, maar er was grote onrust binnen het team, de extra premies voor deelname aan het toernooi werden niet uitbetaald aan de spelers en ze gingen in staking. Daarop nam de pas aangestelde bondscoach Otto Pfister en zijn assistent Piet Hamberg ontslag, slechts vier dagen voor de eerste wedstrijd. Op het laatste moment besloot Pfister terug te komen en hij zat op de bank tegen Zuid-Korea, waarin Togo in eerste instantie een 1-0
voorsprong nam door een doelpunt van Mohamed Kader. In de 54e minuut werd Jean-Paul Abalo Yaovi uit het veld gestuurd na een tweede gele kaart, uit de daaropvolgende vrije trap scoorde Lee Chun-soo en Togo verloor uiteindelijk met 2-1. Het gesteggel om de premies bleef doorgaan, spelers weigerde in het vliegtuig te stappen op weg naar de tweede wedstrijd tegen Zwitserland, na een 2-0 nederlaag was Togo uitgeschakeld.
Zinedine Zidane, met de Braziliaan Ronaldo de grootste speler van zijn generatie kondigde aan te stoppen met voetbal, het WK-voetbal werd zijn laatste kunstje. Dat toernooi dreigde voor Zidane een blamage te worden, tegen Zwitserland (0-0) en Zuid-Korea (1-1) kon hij zijn stempel niet drukken. Tegen Zuid-Korea werd hij zelfs gewisseld, uit frustratie liet hij trapte hij tegen een deur aan. In beide wedstrijden liep hij tegen een gele kaart aan en hij was geschorst voor de beslissende wedstrijd tegen Togo. Er dreigde een roemloos einde voor de mooie carrière van Zidane, maar een 2-0 zege op Togo was precies genoeg de loopbaan van Zidane te rekken.
Na het eclatante succes van Zuid-Korea, waar het land onder leiding van Guus Hiddink de vierde plaats veroverde versleet de ploeg drie bondscoaches en waren de resultaten matig. Onder leiding van een nieuwe Nederlander, Dick Advocaat hoopte de ploeg weer te kunnen stunten. Na de 2-1 zege op Togo sleepte Zuid-Korea wat gelukkig een gelijkspel uit het vuur tegen Frankrijk, Ji-Sung Park scoorde vlak voor tijd.   De laatste groepswedstrijd tegen Zwitserland moest gewonnen worden om de achtste finales te bereiken, de ploeg verloor met 2-0 en was uitgeschakeld, Advocaat nam afscheid als bondscoach en ging aan de slag bij Zenith Sint-Petersburg. Het degelijke Zwitserland werd groepswinnaar zonder het incasseren van tegendoelpunten.
| Land        | Wed | Win | Gel | Ver | DV | DT | +/− | Pnt |
| ----------- | --- | --- | --- | --- | -- | -- | --- | --- |
| Zwitserland | 3   | 2   | 1   | 0   | 4  | 0  | 4   | 7   |
| Frankrijk   | 3   | 1   | 2   | 0   | 3  | 1  | 2   | 5   |
| Zuid-Korea  | 3   | 1   | 1   | 1   | 3  | 4  | −1  | 4   |
| Togo        | 3   | 0   | 0   | 3   | 1  | 6  | −5  | 0   |

|                                               |                                    |       |           |                                                                               |
| 13 juni 2006 «onderlinge duels» 15:00 (UTC+2) | Zuid-Korea                         | 2 – 1 | Togo      | Commerzbank-Arena, Frankfurt Toeschouwers: 48.000 Scheidsrechter: Graham Poll |
| 13 juni 2006 «onderlinge duels» 15:00 (UTC+2) | Lee Chun-soo 54' Ahn Jung-hwan 72' |       | 31' Kader | Commerzbank-Arena, Frankfurt Toeschouwers: 48.000 Scheidsrechter: Graham Poll |

|                                               |           |       |             |                                                                                     |
| 13 juni 2006 «onderlinge duels» 18:00 (UTC+2) | Frankrijk | 0 – 0 | Zwitserland | Mercedes-Benz Arena, Stuttgart Toeschouwers: 52.000 Scheidsrechter: Valentin Ivanov |
| 13 juni 2006 «onderlinge duels» 18:00 (UTC+2) |           |       |             | Mercedes-Benz Arena, Stuttgart Toeschouwers: 52.000 Scheidsrechter: Valentin Ivanov |

|                                               |           |       |                  |                                                                               |
| 18 juni 2006 «onderlinge duels» 21:00 (UTC+2) | Frankrijk | 1 – 1 | Zuid-Korea       | Zentralstadion, Leipzig Toeschouwers: 43.000 Scheidsrechter: Benito Archundia |
| 18 juni 2006 «onderlinge duels» 21:00 (UTC+2) | Henry 9'  |       | 81' Park Ji-sung | Zentralstadion, Leipzig Toeschouwers: 43.000 Scheidsrechter: Benito Archundia |

|                                               |      |                       |             |                                                                                  |
| 19 juni 2006 «onderlinge duels» 15:00 (UTC+2) | Togo | 0 – 2                 | Zwitserland | Signal Iduna Park, Dortmund Toeschouwers: 65.000 Scheidsrechter: Carlos Amarilla |
| 19 juni 2006 «onderlinge duels» 15:00 (UTC+2) |      | 16' Frei 88' Barnetta |             | Signal Iduna Park, Dortmund Toeschouwers: 65.000 Scheidsrechter: Carlos Amarilla |

|                                               |      |                      |           |                                                                                  |
| 23 juni 2006 «onderlinge duels» 21:00 (UTC+2) | Togo | 0 – 2                | Frankrijk | RheinEnergieStadion, Keulen Toeschouwers: 45.000 Scheidsrechter: Jorge Larrionda |
| 23 juni 2006 «onderlinge duels» 21:00 (UTC+2) |      | 55' Vieira 61' Henry |           | RheinEnergieStadion, Keulen Toeschouwers: 45.000 Scheidsrechter: Jorge Larrionda |

|                                               |                       |       |            |                                                                           |
| 23 juni 2006 «onderlinge duels» 21:00 (UTC+2) | Zwitserland           | 2 – 0 | Zuid-Korea | AWD-Arena, Hannover Toeschouwers: 43.000 Scheidsrechter: Horacio Elizondo |
| 23 juni 2006 «onderlinge duels» 21:00 (UTC+2) | Senderos 23' Frei 77' |       |            | AWD-Arena, Hannover Toeschouwers: 43.000 Scheidsrechter: Horacio Elizondo |

## Groep H
Spanje was zoals zo vaak outsider voor de titel, de bejaarde coach Luis Aragonés besloot eindelijk voor de jongere generatie te kiezen, spelers als Xavi en Xabi Alonso hadden nu wel een basisplaats, spelers als Andrés Iniesta en de nog 19-jarige Cesc Fàbregas debuteerden in het nationale team. Het was tekenend dat aanvoerder en belangrijkste speler van zijn generatie Raúl nauwelijks nog een basisplaats had, Aragonés gaf regelmatig de voorkeur aan David Villa en Fernando Torres. Tegen Oekraïne gaf dit team zijn visite-kaartje af, met 4-0 werd het vooraf hoog ingeschatte land opgerold, Villa scoorde tweemaal, Torres eenmaal, Raúl zat op de bank. Tegen Tunesië ging het stukken moeilijker, een kwartier voor tijd brak reserve Raúl de ban met de gelijkmaker, uiteindelijk won Spanje met 3-1 door twee doelpunten van Fernando Torres.
Oekraïne herstelde zich met een 4-0 overwinning op Soedi Arabië, de wedstrijd tegen Tunesië was nu beslissend voor plaatsing voor de achtste finales, Tunesië moest winnen. Aangezien beide teams vooral bedreven waren in defensief en angstig spel viel er weinig te genieten, de wedstrijd werd in het voordeel van Oekraïne beslist dankzij een benutte strafschop van Andrij Sjevtsjenko na een door hem uitgelokte strafschop. Bij Saoedi-Arabië namen doelman Mohamed Al-Deayea en aanvaller Sami Al-Jaber afscheid van het nationale team, ze hadden beiden meer dan 150 interlands gespeeld.
| Land          | Wed | Win | Gel | Ver | DV | DT | +/− | Pnt |
| ------------- | --- | --- | --- | --- | -- | -- | --- | --- |
| Spanje        | 3   | 3   | 0   | 0   | 8  | 1  | 7   | 9   |
| Oekraïne      | 3   | 2   | 0   | 1   | 5  | 4  | 1   | 6   |
| Tunesië       | 3   | 0   | 1   | 2   | 3  | 6  | −3  | 1   |
| Saoedi-Arabië | 3   | 0   | 1   | 2   | 2  | 7  | −5  | 1   |

|                                               |                                             |       |          |                                                                              |
| 14 juni 2006 «onderlinge duels» 15:00 (UTC+2) | Spanje                                      | 4 – 0 | Oekraïne | Zentralstadion, Leipzig Toeschouwers: 43.000 Scheidsrechter: Massimo Busacca |
| 14 juni 2006 «onderlinge duels» 15:00 (UTC+2) | Alonso 13' Villa 17' (pen.), 48' Torres 81' |       |          | Zentralstadion, Leipzig Toeschouwers: 43.000 Scheidsrechter: Massimo Busacca |

|                                               |                        |       |                             |                                                                         |
| 14 juni 2006 «onderlinge duels» 18:00 (UTC+2) | Tunesië                | 2 – 2 | Saoedi-Arabië               | Allianz Arena, München Toeschouwers: 66.000 Scheidsrechter: Mark Shield |
| 14 juni 2006 «onderlinge duels» 18:00 (UTC+2) | Jaziri 23' Jaïdi 90+2' |       | 57' Al Qahtani 84' Al-Jaber | Allianz Arena, München Toeschouwers: 66.000 Scheidsrechter: Mark Shield |

|                                               |               |                                                      |          |                                                                     |
| 19 juni 2006 «onderlinge duels» 18:00 (UTC+2) | Saoedi-Arabië | 0 – 4                                                | Oekraïne | AOL Arena, Hamburg Toeschouwers: 50.000 Scheidsrechter: Graham Poll |
| 19 juni 2006 «onderlinge duels» 18:00 (UTC+2) |               | 4' Rusol 36' Rebrov 46' Sjevtsjenko 84' Kalinichenko |          | AOL Arena, Hamburg Toeschouwers: 50.000 Scheidsrechter: Graham Poll |

|                                               |                                 |       |          |                                                                                       |
| 19 juni 2006 «onderlinge duels» 21:00 (UTC+2) | Spanje                          | 3 – 1 | Tunesië  | Gottlieb-Daimler-Stadion, Stuttgart Toeschouwers: 52.000 Scheidsrechter: Carlos Simon |
| 19 juni 2006 «onderlinge duels» 21:00 (UTC+2) | Raúl 71' Torres 76' (pen.), 90' |       | 8' Mnari | Gottlieb-Daimler-Stadion, Stuttgart Toeschouwers: 52.000 Scheidsrechter: Carlos Simon |

|                                               |               |             |        |                                                                                        |
| 23 juni 2006 «onderlinge duels» 16:00 (UTC+2) | Saoedi-Arabië | 0 – 1       | Spanje | Fritz-Walter-Stadion, Kaiserslautern Toeschouwers: 46.000 Scheidsrechter: Coffi Codjia |
| 23 juni 2006 «onderlinge duels» 16:00 (UTC+2) |               | 36' Juanito |        | Fritz-Walter-Stadion, Kaiserslautern Toeschouwers: 46.000 Scheidsrechter: Coffi Codjia |

|                                               |                        |       |         |                                                                              |
| 23 juni 2006 «onderlinge duels» 16:00 (UTC+2) | Oekraïne               | 1 – 0 | Tunesië | Olympiastadion, Berlijn Toeschouwers: 72.000 Scheidsrechter: Carlos Amarilla |
| 23 juni 2006 «onderlinge duels» 16:00 (UTC+2) | Sjevtsjenko 70' (pen.) |       |         | Olympiastadion, Berlijn Toeschouwers: 72.000 Scheidsrechter: Carlos Amarilla |

## Knock-outfase
|  | Achtste finale           | Achtste finale         |                    |       | Kwartfinale  | Kwartfinale  |                    |                    | Halve finale | Halve finale |  |  | Finale | Finale |
|  |                          |                        |                    |       |              |              |                    |                    |              |              |  |  |        |        |
|  | 24 juni – München        |                        |                    |       |              |              |                    |                    |              |              |  |  |        |        |
|  |                          |                        |                    |       |              |              |                    |                    |              |              |  |  |        |        |
|  | Duitsland                | 2                      |                    |       |              |              |                    |                    |              |              |  |  |        |        |
|  | Duitsland                | 2                      | 30 juni – Berlijn  |       |              |              |                    |                    |              |              |  |  |        |        |
|  | Zweden                   | 0                      |                    |       |              |              |                    |                    |              |              |  |  |        |        |
|  | Zweden                   | 0                      | Duitsland          | 1 (4) |              |              |                    |                    |              |              |  |  |        |        |
|  | 24 juni – Leipzig        |                        | Duitsland          | 1 (4) |              |              |                    |                    |              |              |  |  |        |        |
|  |                          | Argentinië             | 1 (2)              |       |              |              |                    |                    |              |              |  |  |        |        |
|  | Argentinië               | Argentinië             | 1 (2)              | 2     |              |              |                    |                    |              |              |  |  |        |        |
|  | Argentinië               |                        | 4 juli – Dortmund  | 2     |              |              |                    |                    |              |              |  |  |        |        |
|  | Mexico                   | 1                      |                    |       |              |              |                    |                    |              |              |  |  |        |        |
|  | Mexico                   | 1                      | Duitsland          | 0     |              |              |                    |                    |              |              |  |  |        |        |
|  | 26 juni – Kaiserslautern |                        | Duitsland          | 0     |              |              |                    |                    |              |              |  |  |        |        |
|  |                          | Italië                 | 2                  |       |              |              |                    |                    |              |              |  |  |        |        |
|  | Italië                   | Italië                 | 2                  | 1     |              |              |                    |                    |              |              |  |  |        |        |
|  | Italië                   | 30 juni – Hamburg      |                    | 1     |              |              |                    |                    |              |              |  |  |        |        |
|  | Australië                | 0                      |                    |       |              |              |                    |                    |              |              |  |  |        |        |
|  | Australië                | 0                      | Italië             | 3     |              |              |                    |                    |              |              |  |  |        |        |
|  | 26 juni – Keulen         |                        | Italië             | 3     |              |              |                    |                    |              |              |  |  |        |        |
|  |                          | Oekraïne               | 0                  |       |              |              |                    |                    |              |              |  |  |        |        |
|  | Zwitserland              | Oekraïne               | 0                  | 0 (0) |              |              |                    |                    |              |              |  |  |        |        |
|  | Zwitserland              |                        | 9 juli – Berlijn   | 0 (0) |              |              |                    |                    |              |              |  |  |        |        |
|  | Oekraïne                 | 0 (3)                  |                    |       |              |              |                    |                    |              |              |  |  |        |        |
|  | Oekraïne                 | 0 (3)                  | Italië             | 1 (5) |              |              |                    |                    |              |              |  |  |        |        |
|  | 25 juni – Stuttgart      |                        | Italië             | 1 (5) |              |              |                    |                    |              |              |  |  |        |        |
|  |                          | Frankrijk              | 1 (3)              |       |              |              |                    |                    |              |              |  |  |        |        |
|  | Engeland                 | Frankrijk              | 1 (3)              | 1     |              |              |                    |                    |              |              |  |  |        |        |
|  | Engeland                 | 1 juli – Gelsenkirchen |                    | 1     |              |              |                    |                    |              |              |  |  |        |        |
|  | Ecuador                  | 0                      |                    |       |              |              |                    |                    |              |              |  |  |        |        |
|  | Ecuador                  | 0                      | Engeland           | 0 (1) |              |              |                    |                    |              |              |  |  |        |        |
|  | 25 juni – Neurenberg     |                        | Engeland           | 0 (1) |              |              |                    |                    |              |              |  |  |        |        |
|  |                          | Portugal               | 0 (3)              |       |              |              |                    |                    |              |              |  |  |        |        |
|  | Portugal                 | Portugal               | 0 (3)              | 1     |              |              |                    |                    |              |              |  |  |        |        |
|  | Portugal                 |                        | 5 juli – München   | 1     |              |              |                    |                    |              |              |  |  |        |        |
|  | Nederland                | 0                      |                    |       |              |              |                    |                    |              |              |  |  |        |        |
|  | Nederland                | 0                      | Portugal           | 0     |              |              |                    |                    |              |              |  |  |        |        |
|  | 27 juni – Dortmund       |                        | Portugal           | 0     |              |              |                    |                    |              |              |  |  |        |        |
|  |                          | Frankrijk              | 1                  |       | Derde plaats | Derde plaats |                    |                    |              |              |  |  |        |        |
|  | Brazilië                 | Frankrijk              | 1                  | 3     | Derde plaats | Derde plaats |                    |                    |              |              |  |  |        |        |
|  | Brazilië                 | 1 juli – Frankfurt     | 1 juli – Frankfurt | 3     |              |              | 8 juli – Stuttgart | 8 juli – Stuttgart |              |              |  |  |        |        |
|  | Ghana                    | 1 juli – Frankfurt     | 1 juli – Frankfurt | 0     |              |              | 8 juli – Stuttgart | 8 juli – Stuttgart |              |              |  |  |        |        |
|  | Ghana                    | Brazilië               | 0                  | 0     | Duitsland    | 3            |                    |                    |              |              |  |  |        |        |
|  | 27 juni – Hannover       | Brazilië               | 0                  |       | Duitsland    | 3            |                    |                    |              |              |  |  |        |        |
|  |                          | Frankrijk              | 1                  |       | Portugal     | 1            |                    |                    |              |              |  |  |        |        |
|  | Spanje                   | Frankrijk              | 1                  | 1     | Portugal     | 1            |                    |                    |              |              |  |  |        |        |
|  | Spanje                   |                        |                    | 1     |              |              |                    |                    |              |              |  |  |        |        |
|  | Frankrijk                | 3                      |                    |       |              |              |                    |                    |              |              |  |  |        |        |
|  | Frankrijk                | 3                      |                    |       |              |              |                    |                    |              |              |  |  |        |        |

### Achtste finales
In vergelijking met het vorige WK plaatsten Brazilië, Duitsland, Engeland, Spanje, Italië, Mexico en Zweden zich opnieuw, Turkije werd door zowel Oekraïne als door Zwitserland uitgeschakeld, Zuid-Korea werd door Zwitserland en Frankrijk uitgeschakeld. De Verenigde Staten, Denemarken, Japan en Ierland werden uitgeschakeld door respectievelijk Ghana, Oekraïne, Australië en Zwitserland, de plaatsen van Senegal, Paraguay en België werden ingenomen door Argentinië, Ecuador en Nederland.
Europa had elf deelnemers, vorig WK negen, Zuid Amerika ging van twee naar drie deelnemers, Noord Amerika van twee naar één deelnemer, Afrika behield één zetel, Azië verloor beide deelnemers, Oceanië had op dit WK één deelnemer.

#### Duitsland - Zweden
De drie overwinningen in de voorronde gaf Duitsland genoeg zelfvertrouwen om de Play-Offs perfect te beginnen, Zweden werd in het begin van de wedstrijd overklast en binnen twaalf minuten scoorde Lukas Podolski twee maal. Duitsland bleef in de eerste helft doorstromen en vooral dankzij doelman Andreas Isaksson hield Zweden de schade beperkt. Tot overmaat van ramp kreeg Teddy Lucic al in de eerste helft twee maal geel. Zweden kreeg even de kans terug te komen, maar Henrik Larsson miste een strafschop. Daarna was Duitsland opnieuw heer en meester, maar onder anderen Michael Ballack schoot op de paal.
|                                               |                  |       |        |                                                                          |
| 24 juni 2006 «onderlinge duels» 17:00 (UTC+2) | Duitsland        | 2 – 0 | Zweden | Allianz Arena, München Toeschouwers: 66.000 Scheidsrechter: Carlos Simon |
| 24 juni 2006 «onderlinge duels» 17:00 (UTC+2) | Podolski 4', 12' |       |        | Allianz Arena, München Toeschouwers: 66.000 Scheidsrechter: Carlos Simon |

#### Argentinië - Mexico
Argentinië was na het overtuigende spel in de eerste ronde zwaar favoriet, maar Mexico deed nauwelijks onder voor de Argentijnen en in een typisch temperamentvol Latijns-Amerikaans duel kwamen de Mexico al snel op een 0-1 voorsprong door een doelpunt van de bij FC Barcelona spelende verdediger Rafael Márquez, Hernan Crespo maakte al in de tiende minuut gelijk. Het spel golfde op en neer, waarbij beide ploegen evenveel kansen hadden om te winnen. In de eerste helft van de verlenging maakte middenvelder Maxi Rodríguez het winnende doelpunt namens Argentinië door buiten het strafschop een snoeiharde volley te fabriceren, later werd het doelpunt gekozen tot mooiste doelpunt van het toernooi. Mexico deed er alles aan om een gelijkmaker te scoren, maar Argentinië haalde op het tandvlees de kwartfinales, voor de vierde achtereenvolgende keer sneuvelde Mexico in de achtste finales.
|                                               |                          |              |            |                                                                              |
| 24 juni 2006 «onderlinge duels» 21:00 (UTC+2) | Argentinië               | 2 – 1 (n.v.) | Mexico     | Zentralstadion, Leipzig Toeschouwers: 43.000 Scheidsrechter: Massimo Busacca |
| 24 juni 2006 «onderlinge duels» 21:00 (UTC+2) | Crespo 10' Rodríguez 98' |              | Márquez 5' | Zentralstadion, Leipzig Toeschouwers: 43.000 Scheidsrechter: Massimo Busacca |

#### Engeland - Ecuador
Net als in de eerste ronde kon Engeland tegen Ecuador weinig indruk maken. Ecuador kreeg al snel de beste kans, in een tegenaanval kon Carlos Tenorio vrij doorlopen, hij raakte echter de paal. Engeland kon nauwelijks wat uitrichten tegen een fysiek sterke tegenstander. David Beckham scoorde uiteindelijk uit zijn specialiteit, een vrije trap. Beckham voelde zich al niet lekker voor de wedstrijden en mede dankzij de hitte moest hij zelfs kotsen in de middencirkel. Ecuador kon geen vuist meer maken en Engeland plaatste zich zonder te imponeren.
|                                               |             |       |         |                                                                                             |
| 25 juni 2006 «onderlinge duels» 17:00 (UTC+2) | Engeland    | 1 – 0 | Ecuador | Gottlieb-Daimler-Stadion, Stuttgart Toeschouwers: 52.000 Scheidsrechter: Frank De Bleeckere |
| 25 juni 2006 «onderlinge duels» 17:00 (UTC+2) | Beckham 60' |       |         | Gottlieb-Daimler-Stadion, Stuttgart Toeschouwers: 52.000 Scheidsrechter: Frank De Bleeckere |

#### Portugal - Nederland
Voor de wedstrijd tegen Portugal passeerde bondscoach Marco van Basten topscorer Ruud van Nistelrooy. hij vond zijn inbreng in het team te gering, Feyenoorder Dirk Kuyt nam zijn plaats in. De wedstrijd ontaardde in een waar kaartenfestival, al in de eerste minuut kreeg Mark van Bommel geel na een overtreding op Cristiano Ronaldo, zes minuten later plantte Khalid Boulahrouz zijn been in de bovenbeen van opnieuw Ronaldo, hij zou halverwege de eerste helft niet meer kunnen spelen. In de 23e minuut dribbelde Maniche door het hart van de Nederlandse verdediging en scoorde de openingstreffer, hij scoorde twee jaar eerder al de winnende treffer in de halve finale tussen beide landen. Nederland had veel moeite met de taaie Portugezen, de meeste dreiging creëerde Robin van Persie, die twee Portugezen uitkapte, zijn voorzet werd door geen medespeler bereikt. Vlak voor rust verloor Portugal een speler, Costinha werd uit het veld gestuurd na twee gele kaarten. In de tweede helft miste Nederland een grote kans, in een scrimmage schoot Philip Cocu op de lat. Daarna ging alle aandacht naar Luis Figo, eerst ontsnapte hij aan een rode kaart, toen hij een kopstoot uitdeelde aan een provocerende van Bommel. Daarna nam hij wraak door in een onschuldig duel met Boulahrouz op de grond te vallen, Boulahrouz ontving zijn tweede gele kaart en Nederland moest nu ook met tien man verder spelen. In het laatste half uur werd er nauwelijks nog gevoetbald, geregeld waren er opstootjes en er werden nog twee spelers uit het veld gestuurd:Deco en Giovanni van Bronckhorst, beiden spelers van FC Barcelona. In totaal vielen er vier rode en zestien gele kaarten, een nieuw record in de WK-geschiedenis. Nederland kreeg nog één grote kans, vrij voor de keeper wist Dirk Kuyt niet de gelijkmaker te scoren. Nederland ging naar huis na een teleurstellend toernooi. Kritiek was er ook voor de Russische scheidsrechter Valentin Ivanov, die kwistig met kaarten strooide, FIFA-baas Sepp Blatter had kritiek op Ivanov en gaf hem een gele kaart. De wedstrijd zou de geschiedenis ingaan als de "Battle of Nuremberg".
|                                               |             |       |           |                                                                                     |
| 25 juni 2006 «onderlinge duels» 21:00 (UTC+2) | Portugal    | 1 – 0 | Nederland | easyCredit-Stadion, Neurenberg Toeschouwers: 41.000 Scheidsrechter: Valentin Ivanov |
| 25 juni 2006 «onderlinge duels» 21:00 (UTC+2) | Maniche 23' |       |           | easyCredit-Stadion, Neurenberg Toeschouwers: 41.000 Scheidsrechter: Valentin Ivanov |

#### Italië - Australië
Italië was voor de wedstrijd tegen Australië vooral bevreesd voor hun coach Guus Hiddink, die op het vorige WK met Zuid-Korea de "Squadra Azzuri" uitschakelde. In de eerste helft gunde Italië Australië het initiatief en kreeg in de tegenaanval de beste kansen via met name Luca Toni. In de tweede helft werd wildeman Marco Materazzi uit het veld gestuurd, hij ontsnapte eerst aan een rode kaart na een elleboogstoot, een onbesuisde tackle werd hem fataal. Italië nam nu helemaal niet het initiatief meer en Australië was de bovenliggende partij. In de laatste minuut liet linksback Fabio Grosso zich opzichtig vallen in het strafschopgebied, de scheidsrechter gaf een strafschop, die benut werd door Francesco Totti en de scheidsrechter floot meteen af.
|                                               |                    |       |           |                                                                                                 |
| 26 juni 2006 «onderlinge duels» 17:00 (UTC+2) | Italië             | 1 – 0 | Australië | Fritz-Walter-Stadion, Kaiserslautern Toeschouwers: 46.000 Scheidsrechter: Luis Medina Cantalejo |
| 26 juni 2006 «onderlinge duels» 17:00 (UTC+2) | Totti 90+5' (pen.) |       |           | Fritz-Walter-Stadion, Kaiserslautern Toeschouwers: 46.000 Scheidsrechter: Luis Medina Cantalejo |

#### Oekraïne - Zwitserland
Zowel Oekraïne als Zwitserland stonden bekend als behoudende teams, waardoor er weinig opwindends gebeurde tijdens de wedstrijd. De ploegen waren alleen gevaarlijk via spelhervattingen, Andrij Sjevtsjenko raakte namens Oekraïne de lat na een scrimmage, Alexander Frei schoot namens Zwitserland op de paal uit een vrije trap. Het was wachten op strafschoppen, Sjevtstjenko was de eerste die miste, maar de Zwitsers slaagden erin drie keer achter elkaar te missen. Oleh Hoesjev benutte de beslissende strafschop en Oekraïne haalde als debutant de kwartfinales van het toernooi, net als Kroatië en Senegal op de twee voorgaande WK's. Zeldzaam hoogtepunt was de strafschop van Artem Milevsky, die met een geraffineerde "Panenka" zijn strafschop benutte.
|                                               |                           |              |                                     |                                                                                   |
| 26 juni 2006 «onderlinge duels» 21:00 (UTC+2) | Zwitserland               | 0 – 0 (n.v.) | Oekraïne                            | RheinEnergieStadion, Keulen Toeschouwers: 45.000 Scheidsrechter: Benito Archundia |
| 26 juni 2006 «onderlinge duels» 21:00 (UTC+2) |                           |              |                                     | RheinEnergieStadion, Keulen Toeschouwers: 45.000 Scheidsrechter: Benito Archundia |
| 26 juni 2006 «onderlinge duels» 21:00 (UTC+2) | Strafschoppen             |              |                                     | RheinEnergieStadion, Keulen Toeschouwers: 45.000 Scheidsrechter: Benito Archundia |
| 26 juni 2006 «onderlinge duels» 21:00 (UTC+2) | Streller Barnetta Cabanas | 0–3          | Sjevtsjenko Milevsky Rebrov Goesjev | RheinEnergieStadion, Keulen Toeschouwers: 45.000 Scheidsrechter: Benito Archundia |

#### Brazilië - Ghana
Brazilië kwam al na vijf minuten op een 1-0 voorsprong door een doelpunt van de WK-topscorer aller tijden Ronaldo die zich met een karakteristieke schaar vrijspeelde voor de goal. Het voor het toernooi verwachte droomvoetbal van Brazilië bleef ook in deze wedstrijd uit en Ghana kreeg in de eerste helft genoeg kansen de gelijkmaker te scoren. De beslissing viel echter vlak voor rust, toen Adriano in buitenspelsituatie de 2-0 binnenschoot. In de tweede helft geloofde Brazilië het wel, wat een fluitconcert van het publiek opleverde. Ghana kon geen vuist meer maken, raakte Asamoah Gyan kwijt na een tweede gele kaart en verloor uiteindelijk met 3-0. Later gingen er geruchten dat de wedstrijd was omgekocht.
|                                               |                                         |       |       |                                                                               |
| 27 juni 2006 «onderlinge duels» 17:00 (UTC+2) | Brazilië                                | 3 – 0 | Ghana | Signal Iduna Park, Dortmund Toeschouwers: 65.000 Scheidsrechter: Ľuboš Micheľ |
| 27 juni 2006 «onderlinge duels» 17:00 (UTC+2) | Ronaldo 5' Adriano 45+1' Zé Roberto 84' |       |       | Signal Iduna Park, Dortmund Toeschouwers: 65.000 Scheidsrechter: Ľuboš Micheľ |

#### Spanje - Frankrijk
Na vijf matige wedstrijden in de achtste finales stond er nu een topper op het programma: het verjongde Spanje tegen de routine van Frankrijk, waarvan de meeste basisspelers acht jaar geleden wereldkampioen werden. In de eerste ronde plaatste Spanje zich zonder problemen voor de tweede ronde, terwijl Frankrijk ontsnapte aan vroegtijdige uitschakeling. In de eerste helft was Spanje beter en kwam op voorsprong via een strafschop, nadat Pablo Ibáñez licht getoucheerd werd door Lilian Thuram, de strafschop werd benut door David Villa. Frankrijk kwam er niet aan te pas, maar kwam in de eerste helft toch op gelijke hoogte na een doelpunt van een van de weinige nieuwe talenten Franck Ribery, spelend voor Olympique Marseille. In de tweede helft kreeg Frankrijk de overhand, al kwamen beide teams nauwelijks tot kansen. In de slotfase gaf de routine van Frankrijk de doorslag, bij een vrije trap van Zinédine Zidane kwam de bal via via bij Patrick Vieira terecht, 2-1, waarna in de slotfase de "maestro" zelf de wedstrijd besliste: 3-1. Zo was Zidane toch weer beslissend in een WK-wedstrijd, waardoor hij zijn aflopende carrière met een wedstrijd verlengde.
|                                               |                  |       |                                    |                                                                          |
| 27 juni 2006 «onderlinge duels» 21:00 (UTC+2) | Spanje           | 1 – 3 | Frankrijk                          | AWD-Arena, Hannover Toeschouwers: 43.000 Scheidsrechter: Roberto Rosetti |
| 27 juni 2006 «onderlinge duels» 21:00 (UTC+2) | Villa 28' (pen.) |       | Ribéry 41' Vieira 83' Zidane 90+2' | AWD-Arena, Hannover Toeschouwers: 43.000 Scheidsrechter: Roberto Rosetti |

### Kwartfinales
In vergelijking met het vorige WK plaatsten Brazilië, Duitsland en Engeland zich opnieuw voor de kwartfinales. Zuid Korea en Spanje werden beiden uitgeschakeld door Frankrijk, Turkije en de Verenigde Staten werden uitgeschakeld door respectievelijk Oekraïne en Italië, Argentinië nam de plaats in van Senegal.
Europa had zes deelnemers, vorig WK vier, Zuid Amerika ging van één naar twee, Afrika, Azië en Noord Amerika verloren hun deelnemer van 2002.

#### Duitsland - Argentinië
Na vier hoopvolle overwinningen kwam voor Duitsland een ware test, de kwartfinale tegen Argentinië. Na een gelijkwaardige eerste helft kwam Argentinië op voorsprong door een kopdoelpunt van verdediger Roberto Ayala. Na een botsing in het strafschopgebied moest de Argentijnse doelman zich laten vervangen, de Argentijnse coach Pekerman verbruikte daarna zijn laatste twee wissels met een defensieve gedachte. Spelmaker Juan Román Riquelme werd vervangen door breker Esteban Cambiasso, topscorer Hernán Crespo werd vervangen door de statische spits Julio Ricardo Cruz, terwijl het grote talent Lionel Messi nu niet meer ingebracht kon worden, hetgeen veel kritiek zou opleveren. Argentinië liep nu vooral achteruit, Duitsland, dat minder friviool speelde als in het begin van het toernooi knokte zich terug in de wedstrijd en Miroslav Klose scoorde vlak voor tijd de gelijkmaker. Na twee verlengingen zonder veel hoogtepunten moesten strafschoppen de beslissing opleveren. De Duitse doelman Jens Lehmann stopte twee strafschoppen en werd de man van de wedstrijd. Er was ook veel bewondering voor reserve-doelman Oliver Kahn, de doelmannen waren rivalen van elkaar, maar Kahn behield zijn professionalisme door Lehman optimaal voor te bereiden voor de strafschoppen. Na afloop van de wedstrijd en de uitschakeling stapte Pekerman op.
|                                               |                                    |              |                                |                                                                           |
| 30 juni 2006 «onderlinge duels» 17:00 (UTC+2) | Duitsland                          | 1 – 1 (n.v.) | Argentinië                     | Olympiastadion, Berlijn Toeschouwers: 72.000 Scheidsrechter: Ľuboš Micheľ |
| 30 juni 2006 «onderlinge duels» 17:00 (UTC+2) | Klose 80'                          |              | 49' Ayala                      | Olympiastadion, Berlijn Toeschouwers: 72.000 Scheidsrechter: Ľuboš Micheľ |
| 30 juni 2006 «onderlinge duels» 17:00 (UTC+2) | Strafschoppen                      |              |                                | Olympiastadion, Berlijn Toeschouwers: 72.000 Scheidsrechter: Ľuboš Micheľ |
| 30 juni 2006 «onderlinge duels» 17:00 (UTC+2) | Neuville Ballack Podolski Borowski | 4–2          | Cruz Ayala Rodríguez Cambiasso | Olympiastadion, Berlijn Toeschouwers: 72.000 Scheidsrechter: Ľuboš Micheľ |

#### Italië - Oekraïne
Italië was nog steeds in de greep van het omkoopschandaal, de technisch directeur van Juventus Gianluca Pessotto deed een poging tot zelfmoord, hetgeen de voorbereiding van Italië op de wedstrijd tegen Oekraïne verstoorde. Na een 1-0 voorsprong in de eerste helft door een doelpunt van Gianluca Zambrotta viel Oekraïne, dat gedurende het toernooi louter defensief speelde in het begin van de tweede helft eindelijk aan, maar de Italiaanse doelman Gianluigi Buffon redde op een inzet van Andrij Sjevtsjenko, een inzet van Maksim Kalinichenko werd van de lijn gehaald. Vlak daarna beslist Luca Toni de wedstrijd met twee doelpunten, Italië droeg de overwinning op aan Pessotto.
|                                               |                            |       |          |                                                                            |
| 30 juni 2006 «onderlinge duels» 21:00 (UTC+2) | Italië                     | 3 – 0 | Oekraïne | AOL Arena, Hamburg Toeschouwers: 50.000 Scheidsrechter: Frank De Bleeckere |
| 30 juni 2006 «onderlinge duels» 21:00 (UTC+2) | Zambrotta 6' Toni 59', 69' |       |          | AOL Arena, Hamburg Toeschouwers: 50.000 Scheidsrechter: Frank De Bleeckere |

#### Engeland - Portugal
Net als twee jaren geleden op het laatste EK duelleerden Engeland en Portugal om een plaats in de halve finale van een groot toernooi. Was die versie bol van sensatie, nu speelden beide teams vooral om niet te verliezen en kregen beide teams weinig kansen te scoren. Portugal was extra gehavend door de vele gele kaarten opgelopen in de wedstrijd tegen Nederland, de in deze wedstrijd uitgevallen Cristiano Ronaldo was fit om te spelen.  Wayne Rooney was bij Engeland eindelijk fit om te spelen, maar werd uit de wedstrijd gestuurd nadat hij zijn voet opzettelijk op de voet van Ricardo Carvalho plantte. Het incident werd een rel doordat Cristiano Ronaldo, nota bene een ploeggenoot van Rooney bij Manchester United de scheidsrechter verzocht om een rode kaart, Cristiano Ronaldo zou maandenlang uitgefloten worden op de Engelse velden. Er werd jarenlang gesuggereerd over een slechte relatie tussen beide teamgenoten, maar jaren later verklaarde Rooney begrip ervoor te hebben. De wedstrijd sleepte zich na strafschoppen, ook waren toen beide teams slecht op schot. Na twee Portugese en één Engelse misser, raakte Engeland het voordeel kwijt door twee nieuwe missers, waarbij de Portugese doelman Ricardo net als twee jaar geleden een hoofdrol opeiste. Uitgerekend Cristiano Ronaldo benutte de beslissende strafschop en zonder te imponeren bereikte Portugal voor de eerste keer in veertig jaar de halve finale.
|                                              |                                      |              |                                                  |                                                                                    |
| 1 juli 2006 «onderlinge duels» 17:00 (UTC+2) | Engeland                             | 0 – 0 (n.v.) | Portugal                                         | Veltins-Arena, Gelsenkirchen Toeschouwers: 52.000 Scheidsrechter: Horacio Elizondo |
| 1 juli 2006 «onderlinge duels» 17:00 (UTC+2) |                                      |              |                                                  | Veltins-Arena, Gelsenkirchen Toeschouwers: 52.000 Scheidsrechter: Horacio Elizondo |
| 1 juli 2006 «onderlinge duels» 17:00 (UTC+2) | Strafschoppen                        |              |                                                  | Veltins-Arena, Gelsenkirchen Toeschouwers: 52.000 Scheidsrechter: Horacio Elizondo |
| 1 juli 2006 «onderlinge duels» 17:00 (UTC+2) | Lampard Hargreaves Gerrard Carragher | 1–3          | Simão Hugo Viana Petit Postiga Cristiano Ronaldo | Veltins-Arena, Gelsenkirchen Toeschouwers: 52.000 Scheidsrechter: Horacio Elizondo |

#### Brazilië - Frankrijk
Brazilië tegen Frankrijk was de confrontatie tussen de twee laatste wereldkampioenen, die tot dusverre de hoge verwachtingen niet hadden kunnen waarmaken in dit toernooi. Frankrijk overleefde de eerste ronde ternauwernood, terwijl Brazilië alle wedstrijden had gewonnen met ondermaats spel. Voormalig Frans international Youri Djorkaeff was aanwezig bij de wedstrijd, had aan zijn club New York Red Bulls toestemming gekregen naar Frankrijk te gaan voor familie-omstandigheden, maar werd "betrapt" voor de camera's. Brazilië werd op het middenveld overvleugeld door een dominant spelende Zinédine Zidane, die bij bijna alle Franse aanvallen betrokken was. In het beeld van het toernooi leverde de wedstrijd weinig kansen en doelpunten op. In de tweede helft viel de beslissing, Zidane lanceerde Henry uit een dood spelmoment, waarbij de Brazilaanse verdediger Roberto Carlos bleef staan en vergat mee te lopen, symbolisch voor de matige uitvoering van de wereldkampioen. Brazilië was niet in staat een fatsoenlijk slotoffensief te creëren, met name Ronaldinho speelde een ondermaats toernooi, hij was voorbestemd de sterspeler van het toernooi te worden, maar wist geen enkele keer te scoren, coach Carlos Alberto Parreira werd ontslagen.
|                                              |          |           |           |                                                                                         |
| 1 juli 2006 «onderlinge duels» 21:00 (UTC+2) | Brazilië | 0 – 1     | Frankrijk | Commerzbank-Arena, Frankfurt Toeschouwers: 48.000 Scheidsrechter: Luis Medina Cantalejo |
| 1 juli 2006 «onderlinge duels» 21:00 (UTC+2) |          | 57' Henry |           | Commerzbank-Arena, Frankfurt Toeschouwers: 48.000 Scheidsrechter: Luis Medina Cantalejo |

### Halve finales
In vergelijking met het vorig WK haalde alleen Duitsland de halve finales, Brazilië en Zuid Korea werden beiden uitgeschakeld door Frankrijk, de plaats van Turkije werd ingenomen door Italië en Portugal.
Europa leverde alle vier deelnemers, vorig WK twee. Zuid Amerika en Azië verloren beiden hun zetel uit 2002.

#### Duitsland - Italië
In tegenstelling tot eerdere wedstrijden in de play-offs golfde het spel op en neer, al waren ook doelpunten nog steeds schaars. Italië was de dominerende partij, maar Duitsland kreeg de betere kansen via Miroslav Klose en Bernd Schneider. Toen de wedstrijd verlengd moest worden zorgde de Italiaanse coach Marcelo Lippi voor een stijlbreuk in de manier van coaching in dit toernooi. Hij koos niet voor zekerheid maar voor aanvallen, aangezien Duitsland in de WK-geschiedenis vier keer won na strafschoppen in vier wedstrijden, terwijl Italië drie keer verloor in drie wedstrijden. Het inbrengen van de aanvallers Vincenzo Iaquinta en Alessandro Del Piero had direct effect, Duitsland werd overrompeld en Alberto Gilardino schoot op de paal en Gianluca Zambrotta op de lat. Terwijl Italië met man en macht aanviel kreeg Duitsland via Lukas Podolski twee kansen in de tegenstoot, een vrije kopkans ging mis en een bekwame redding van de Italiaanse doelman Gianluigi Buffon verijdelde een Duitse voorsprong. In de laatste minuten nam Italië weer de regie over, nadat een afstandschot van Andrea Pirlo werd gestopt door de Duitse doelman Jens Lehmann, bracht hij met een geraffineerde pass linksback Fabio Grosso in stelling, die doeltreffend uithaalde. In de ultieme slotfase zorgde Del Piero voor de definitieve beslissing: 0-2. Duitsland was verslagen, maar uiteindelijk was het team verder gekomen dan vooraf gedacht.
|                                              |           |                              |        |                                                                                   |
| 4 juli 2006 «onderlinge duels» 21:00 (UTC+2) | Duitsland | 0 – 2 (nv)                   | Italië | Signal Iduna Park, Dortmund Toeschouwers: 65.000 Scheidsrechter: Benito Archundia |
| 4 juli 2006 «onderlinge duels» 21:00 (UTC+2) |           | 119' Grosso 120+1' Del Piero |        | Signal Iduna Park, Dortmund Toeschouwers: 65.000 Scheidsrechter: Benito Archundia |

#### Frankrijk - Portugal
Frankrijk tegen Portugal was een wedstrijd tussen twee teams die moeilijk scoorden, maar nauwelijks doelpunten weggaven, wedstrijd verzandde vooral in een slag op het middelpunt, waar Zinédine Zidane minder dominant speelde dan tegen Brazilië, maar regelmatig zijn klasse toonde. Van Portugal moest de dreiging komen van de flanken, waar de nieuwe vedette Cristiano Ronaldo en de oude vedette Luis Figo voor dreiging zorgde. Frankrijk kwam op voorsprong door een strafschop benut door Zidane nadat Ricardo Carvalho het been van Thierry Henry toucheerde. Portugal moest nu wel gaan aanvallen, meeste dreiging kwam vooral door theatrale buitelingen in het strafschopgebied van Hélder Postiga en Cristiano Ronaldo en de Franse doelman Fabien Barthez de bal grabbelde bij een vrije trap van Ronaldo. Het op leeftijd zijnde Frankrijk haalde net als acht jaar geleden de finale, vijf van de elf basisspelers maakten toen deel uit van de selectie.
|                                              |          |                   |           |                                                                             |
| 5 juli 2006 «onderlinge duels» 21:00 (UTC+2) | Portugal | 0 – 1             | Frankrijk | Allianz Arena, München Toeschouwers: 66.000 Scheidsrechter: Jorge Larrionda |
| 5 juli 2006 «onderlinge duels» 21:00 (UTC+2) |          | 33' (pen.) Zidane |           | Allianz Arena, München Toeschouwers: 66.000 Scheidsrechter: Jorge Larrionda |

### 3e/4e plaats
Na een doelpuntloze eerste helft overspeelde Duitsland Portugal met 3-1, grote man was Bastian Schweinsteiger met twee bijna identieke schoten van afstand, een vrije trap van "Schweini" werd door Petit gepromoveerd tot een eigen doelpunt. Bij Portugal nam Luis Figo afscheid van zijn internationale carrière na 128 interlands, een Portugees record.
|                                              |                                          |       |                |                                                                                        |
| 8 juli 2006 «onderlinge duels» 21:00 (UTC+2) | Duitsland                                | 3 – 1 | Portugal       | Gottlieb-Daimler-Stadion, Stuttgart Toeschouwers: 52.000 Scheidsrechter: Toru Kamikawa |
| 8 juli 2006 «onderlinge duels» 21:00 (UTC+2) | Schweinsteiger 56', 78' Petit 61' (e.d.) |       | 88' Nuno Gomes | Gottlieb-Daimler-Stadion, Stuttgart Toeschouwers: 52.000 Scheidsrechter: Toru Kamikawa |

### Finale
In vergelijking met het vorig WK werden Brazilië en Duitsland uitgeschakeld door respectievelijk Frankrijk en Italië. De finale was een Europese finale, de vorige vier WK's was het een strijd tussen Europa en Zuid Amerika.
|                                              |                                           |              |                                 |                                                                               |
| 9 juli 2006 «onderlinge duels» 20:00 (UTC+2) | Italië                                    | 1 – 1 (n.v.) | Frankrijk                       | Olympiastadion, Berlijn Toeschouwers: 69.000 Scheidsrechter: Horacio Elizondo |
| 9 juli 2006 «onderlinge duels» 20:00 (UTC+2) | Materazzi 19'                             |              | 7' (pen.) Zidane                | Olympiastadion, Berlijn Toeschouwers: 69.000 Scheidsrechter: Horacio Elizondo |
| 9 juli 2006 «onderlinge duels» 20:00 (UTC+2) | Strafschoppen                             |              |                                 | Olympiastadion, Berlijn Toeschouwers: 69.000 Scheidsrechter: Horacio Elizondo |
| 9 juli 2006 «onderlinge duels» 20:00 (UTC+2) | Pirlo Materazzi De Rossi Del Piero Grosso | 5–3          | Wiltord Trezeguet Abidal Sagnol | Olympiastadion, Berlijn Toeschouwers: 69.000 Scheidsrechter: Horacio Elizondo |

| 2006 Wereldkampioen |
| ------------------- |
|                     |
| ITALIË Vierde titel |

## Doelpuntenmakers
| | | |
| 5 doelpunten - Miroslav Klose | | |
| | | |
| 3 doelpunten - Hernán Crespo - Maxi Rodríguez - Ronaldo - Lukas Podolski - Thierry Henry - Zinédine Zidane - Fernando Torres - David Villa | | |
| | | |
| 2 doelpunten - Tim Cahill - Adriano - Paulo Wanchope - Bastian Schweinsteiger - Agustín Delgado - Carlos Tenorio | - Steven Gerrard - Patrick Vieira - Marco Materazzi - Luca Toni - Aruna Dindane - Omar Bravo | - Andrij Sjevtsjenko - Bartosz Bosacki - Maniche - Tomáš Rosický - Alexander Frei |
| | | |
| 1 doelpunt - Flávio Amado - Roberto Ayala - Esteban Cambiasso - Lionel Messi - Javier Saviola - Carlos Tévez - John Aloisi - Harry Kewell - Craig Moore - Fred - Gilberto - Juninho - Kaká - Zé Roberto - Rónald Gómez - Torsten Frings - Philipp Lahm - Oliver Neuville - Iván Kaviedes - David Beckham - Joe Cole - Peter Crouch - Franck Ribéry - Stephen Appiah - Haminu Dramani - Asamoah Gyan - Sulley Muntari | - Sohrab Bakhtiarizadeh - Yahya Golmohammadi - Alessandro Del Piero - Alberto Gilardino - Fabio Grosso - Vincenzo Iaquinta - Filippo Inzaghi - Andrea Pirlo - Francesco Totti - Gianluca Zambrotta - Didier Drogba - Bonaventure Kalou - Bakari Koné - Shunsuke Nakamura - Keiji Tamada - Niko Kovač - Darijo Srna - Francisco Fonseca - Rafael Márquez - Sinha - Ruud van Nistelrooij - Robin van Persie - Arjen Robben - Maksim Kalinichenko - Serhij Rebrov - Andriy Rusol - Nelson Cuevas | - Deco - Nuno Gomes - Pedro Pauleta - Cristiano Ronaldo - Simão - Sami Al-Jaber - Yasser Al-Qahtani - Saša Ilić - Nikola Žigić - Xabi Alonso - Juanito - Raúl - Mohamed Kader - Jan Koller - Radhi Jaïdi - Ziad Jaziri - Jaouhar Mnari - Clint Dempsey - Ahn Jung-hwan - Lee Chun-soo - Park Ji-sung - Marcus Allbäck - Henrik Larsson - Fredrik Ljungberg - Tranquillo Barnetta - Philippe Senderos |
| | | |
| Eigen doelpunt - Cristian Zaccardo (tegen VS) - Carlos Gamarra (tegen Engeland) - Brent Sancho (tegen Paraguay) - Petit (tegen Duitsland) | | |

## Toernooiranglijst
| Plaats                             | Land                 | Groep | GW | Win | Gel | Ver | DV | DT | +/− | Pnt |
| ---------------------------------- | -------------------- | ----- | -- | --- | --- | --- | -- | -- | --- | --- |
| 1                                  | Italië               | E     | 7  | 5   | 2   | 0   | 12 | 2  | +10 | 17  |
| 2                                  | Frankrijk            | G     | 7  | 4   | 3   | 0   | 9  | 3  | +6  | 15  |
| 3                                  | Duitsland            | A     | 7  | 5   | 1   | 1   | 14 | 6  | +8  | 16  |
| 4                                  | Portugal             | D     | 7  | 4   | 1   | 2   | 7  | 5  | +2  | 13  |
| Uitgeschakeld in de kwartfinale    |                      |       |    |     |     |     |    |    |     |     |
| 5                                  | Brazilië             | F     | 5  | 4   | 0   | 1   | 10 | 2  | +8  | 12  |
| 6                                  | Argentinië           | C     | 5  | 3   | 2   | 0   | 11 | 3  | +8  | 11  |
| 7                                  | Engeland             | B     | 5  | 3   | 2   | 0   | 6  | 2  | +4  | 11  |
| 8                                  | Oekraïne             | H     | 5  | 2   | 1   | 2   | 5  | 7  | −2  | 7   |
| Uitgeschakeld in de achtste finale |                      |       |    |     |     |     |    |    |     |     |
| 9                                  | Spanje               | H     | 4  | 3   | 0   | 1   | 9  | 4  | +5  | 9   |
| 10                                 | Zwitserland          | G     | 4  | 2   | 2   | 0   | 4  | 0  | +4  | 8   |
| 11                                 | Nederland            | C     | 4  | 2   | 1   | 1   | 3  | 2  | +1  | 7   |
| 12                                 | Ecuador              | A     | 4  | 2   | 0   | 2   | 5  | 4  | +1  | 6   |
| 13                                 | Ghana                | E     | 4  | 2   | 0   | 2   | 4  | 6  | −2  | 6   |
| 14                                 | Zweden               | B     | 4  | 1   | 2   | 1   | 3  | 4  | −1  | 5   |
| 15                                 | Mexico               | D     | 4  | 1   | 1   | 2   | 5  | 5  | 0   | 4   |
| 16                                 | Australië            | F     | 4  | 1   | 1   | 2   | 5  | 6  | −1  | 4   |
| Uitgeschakeld in de groepsfase     |                      |       |    |     |     |     |    |    |     |     |
| 17                                 | Zuid-Korea           | G     | 3  | 1   | 1   | 1   | 3  | 4  | −1  | 4   |
| 18                                 | Paraguay             | B     | 3  | 1   | 0   | 2   | 2  | 2  | 0   | 3   |
| 19                                 | Ivoorkust            | C     | 3  | 1   | 0   | 2   | 5  | 6  | −1  | 3   |
| 20                                 | Tsjechië             | E     | 3  | 1   | 0   | 2   | 3  | 4  | −1  | 3   |
| 21                                 | Polen                | A     | 3  | 1   | 0   | 2   | 2  | 4  | −2  | 3   |
| 22                                 | Kroatië              | F     | 3  | 0   | 2   | 1   | 2  | 3  | −1  | 2   |
| 23                                 | Angola               | D     | 3  | 0   | 2   | 1   | 1  | 2  | −1  | 2   |
| 24                                 | Tunesië              | H     | 3  | 0   | 1   | 2   | 3  | 6  | −3  | 1   |
| 25                                 | Iran                 | D     | 3  | 0   | 1   | 2   | 2  | 6  | −4  | 1   |
| 25                                 | Verenigde Staten     | E     | 3  | 0   | 1   | 2   | 2  | 6  | −4  | 1   |
| 27                                 | Trinidad en Tobago   | B     | 3  | 0   | 1   | 2   | 0  | 4  | −4  | 1   |
| 28                                 | Japan                | F     | 3  | 0   | 1   | 2   | 2  | 7  | −5  | 1   |
| 28                                 | Saoedi-Arabië        | H     | 3  | 0   | 1   | 2   | 2  | 7  | −5  | 1   |
| 30                                 | Togo                 | G     | 3  | 0   | 0   | 3   | 1  | 6  | −5  | 0   |
| 31                                 | Costa Rica           | A     | 3  | 0   | 0   | 3   | 3  | 9  | −6  | 0   |
| 32                                 | Servië en Montenegro | C     | 3  | 0   | 0   | 3   | 2  | 10 | −8  | 0   |

## Overige

### Sfeer en cultuur
Een evenement als het WK voetbal trekt wereldwijd veel media-aandacht, fans en prominenten van zowel binnen als buiten de voetbalwereld aan. Overal ter wereld speelt de commercie in op deze hype en zodoende ontstaan er acties waarbij men gratis supportersmateriaal krijgt, of waar men WK-hebbedingetjes kan weten te bemachtigen. De speelsteden zelf werden aangekleed in WK-stijl. Zo kwam er in verscheidene steden een gloeiende voetbal staan en stonden er in Berlijn twee reusachtige voetbalschoenen.
Een Duits bordeel uit Keulen zorgde voor opschudding. Een gigantische reclame met daarop een schaars geklede dame vermeldde de tekst "Die Welt zu Gast bei Freundinnen" ("De wereld te gast bij vriendinnen"). Alle vlaggen van de deelnemende landen stonden op de reclameboodschap vermeld, dit tot woede van de Saoedische en Iraanse regeringen. De twee vlaggen van die landen werden uiteindelijk zwart gemaakt.

### Trivia
- De jongste speler op het WK 2006 was de Engelsman Theo Walcott, die op de dag van de opening van het toernooi de leeftijd had van 17 jaar en 85 dagen. De oudste op dit WK actieve speler was de Tunesische doelman Ali Boumnijel met 40 jaar en 57 dagen.
- De meest ervaren bondscoach op het WK was de Amerikaanse coach Bruce Arena, die zijn land vooraf aan het toernooi al 119 maal leidde. Otto Pfister, de coach van Togo, is de enige bondscoach die pas na de kwalificatiewedstrijden werd aangesteld en trainde daardoor ook het minst vaak het land dat onder zijn leiding valt.
- Pfister is tevens de oudste op het WK actieve bondscoach. Toen Togo haar WK-debuut maakte op 13 juni was hij 68 jaar en 201 dagen oud. De jongste bondscoach is de Nederlandse coach Marco van Basten die op 11 juni toen Nederland tegen Servië en Montenegro speelde 137 dagen van zijn 42e verjaardag af was. Jürgen Klinsmann speelde van alle bondscoaches de meeste WK-wedstrijden. Tussen 1990 en 1998 kwam hij 17 maal in actie en trof daarbij 11 maal doel.
- De zwaarste speler op het toernooi was de Tsjech Jan Koller, die toen exact 100 kilogram woog. Het lichtgewicht op het WK was Mohammad Al Shlhoub uit Saoedi-Arabië, hij weegt slechts 59 kilogram. Nikola Žigić uit Servië en Montenegro was de langste speler met zijn 2,02 meter lengte. Ook Jan Koller meet diezelfde lengte. De kleinste speler was de Ecuadoraan Christian Lara die niet boven de 1,62 meter uitkomt.
- Op 20 juni 2006 werd in het RheinEnergieStadion van Keulen het 2000ste doelpunt op het WK gescoord. Die eer kwam toe aan de Zweed Marcus Allbäck tijdens de wedstrijd Engeland-Zweden.
- Zwitserland werd in dit WK uitgeschakeld zonder ook maar één tegendoelpunt te krijgen. Pascal Zuberbühler kreeg in de groepswedstrijden tegen Frankrijk (0-0), Togo (2-0) en Zuid-Korea (2-0) geen tegendoelpunten. In de 1/8 finale tegen Oekraïne bleef het, ook na 120 minuten voetbal, 0-0. Pas na strafschoppen kwam Oekraïne door.
- In de 1/8 finale Nederland - Portugal werden 20 kaarten getrokken: 16 geel en 4 rood. Hiermee komt de wedstrijd in de boeken als de meeste kaarten ooit getrokken op een WK. Het vorige record stond op 16 kaarten, die werden gegeven op het WK van 2002.

## WK 2006 in Beeld

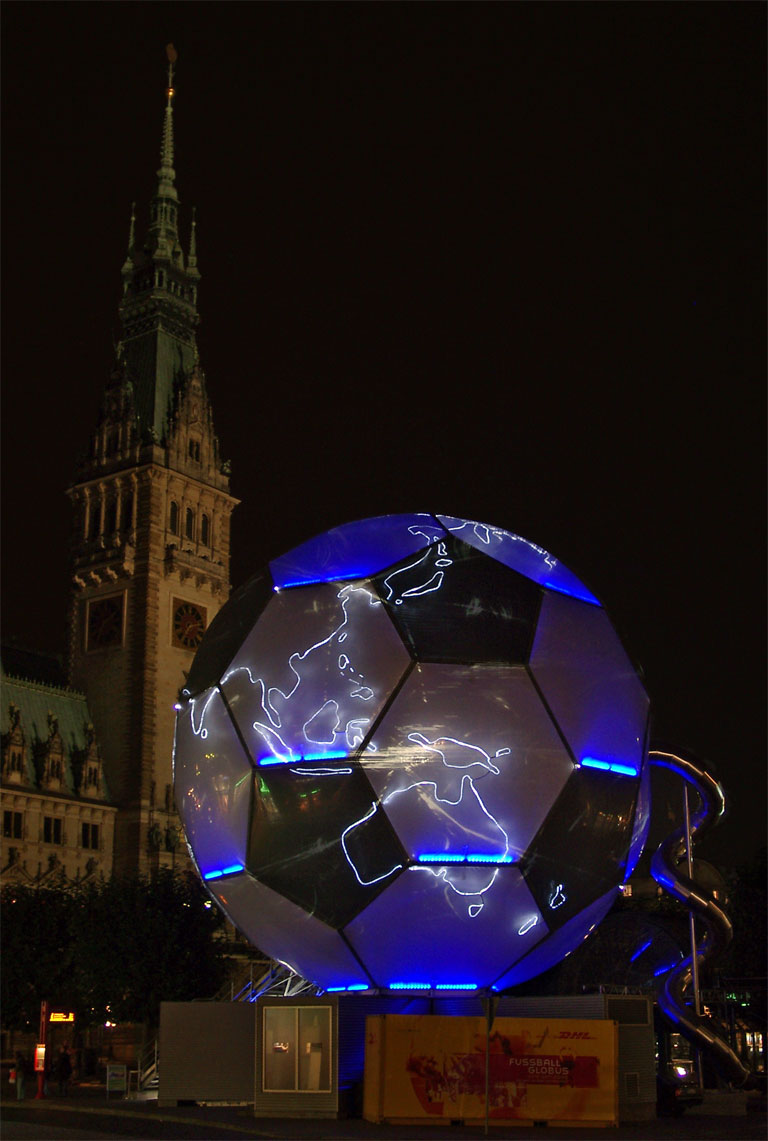
Hamburg
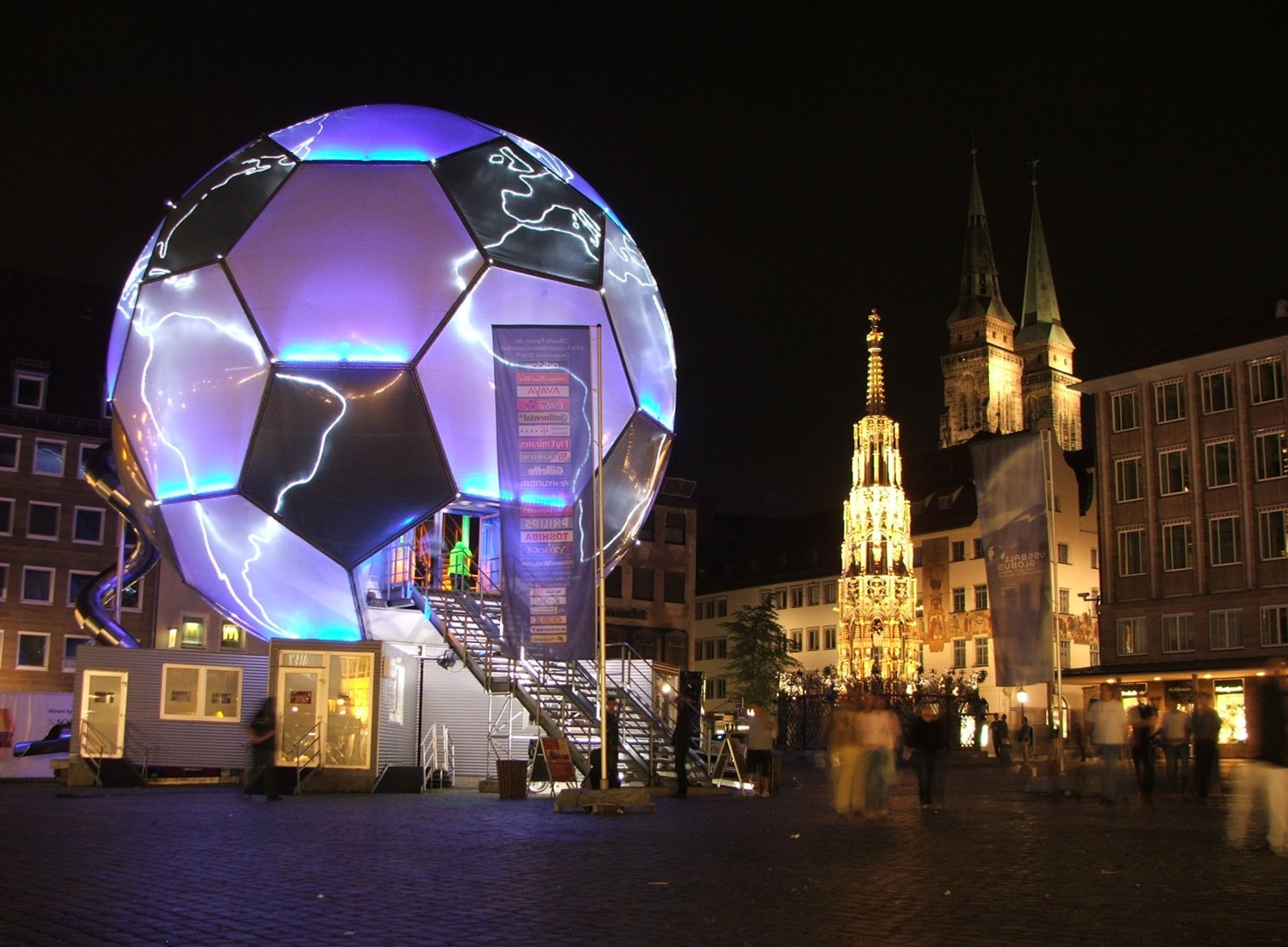
Nürnberg
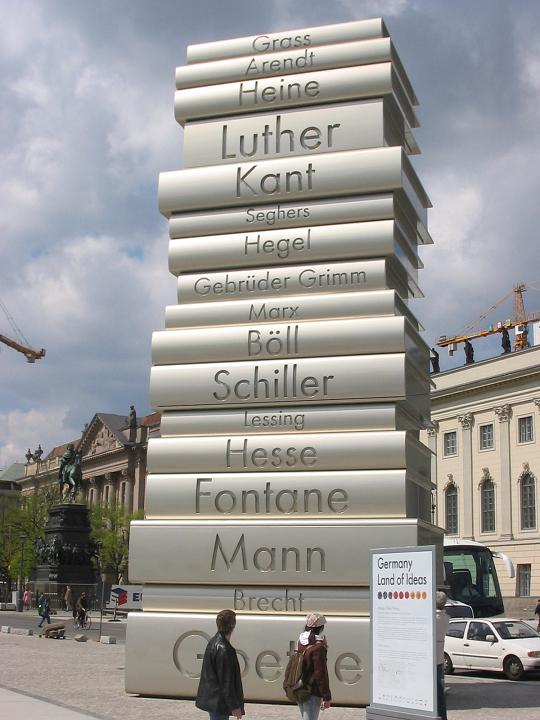
Berlijn
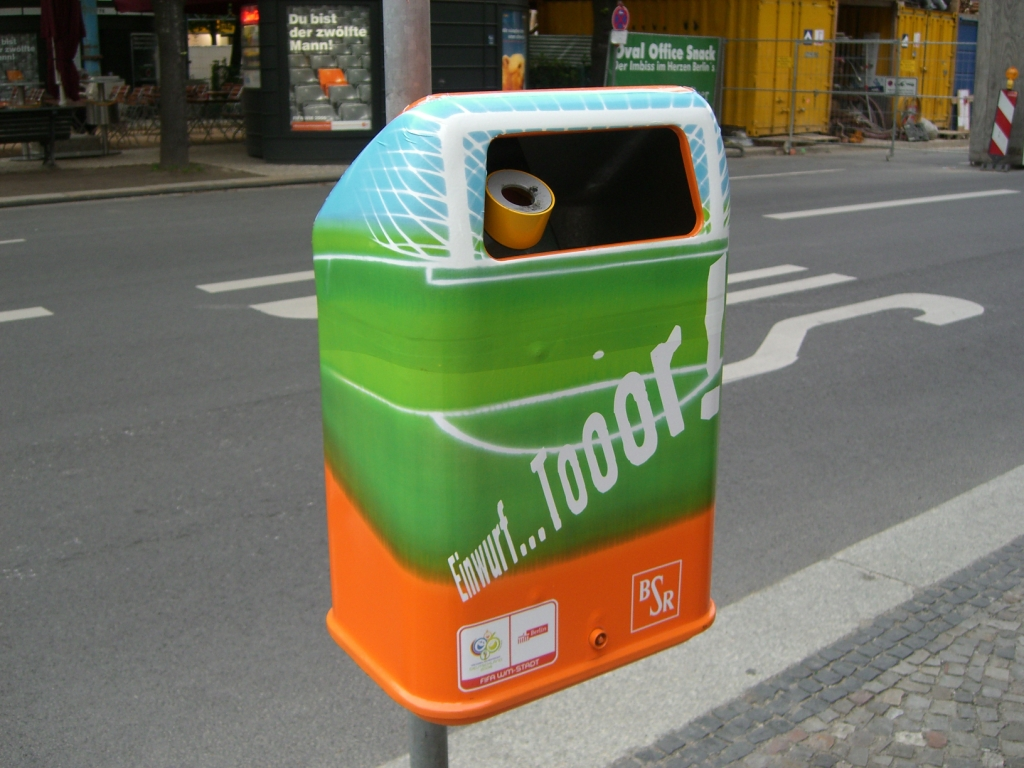
Berlijn
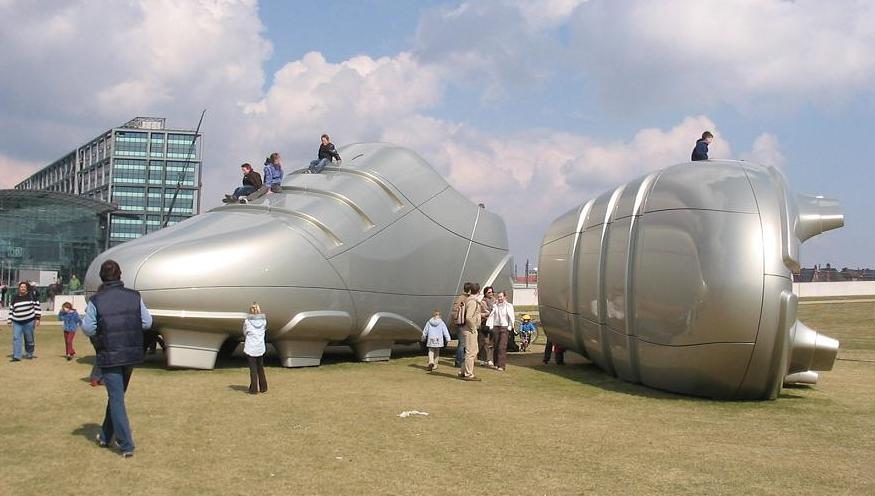
Berlijn
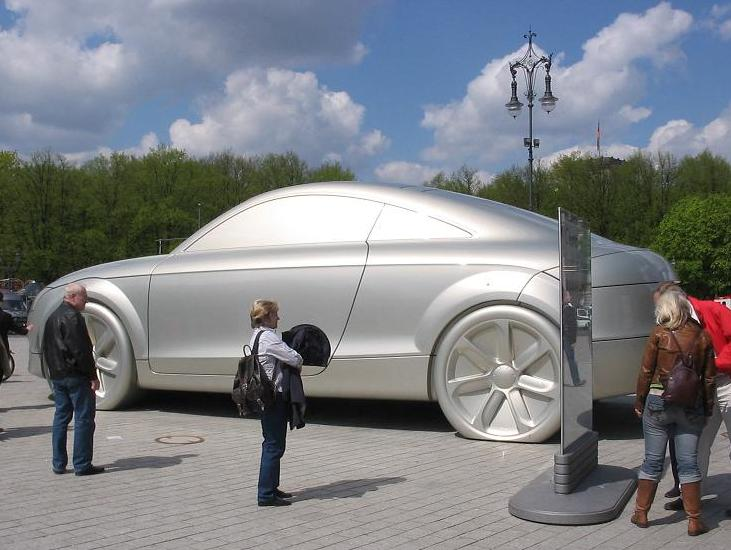
Berlijn
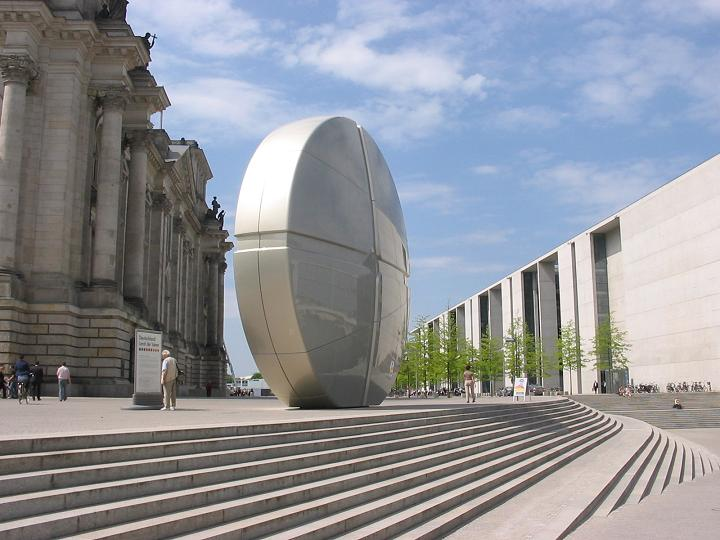
Berlijn
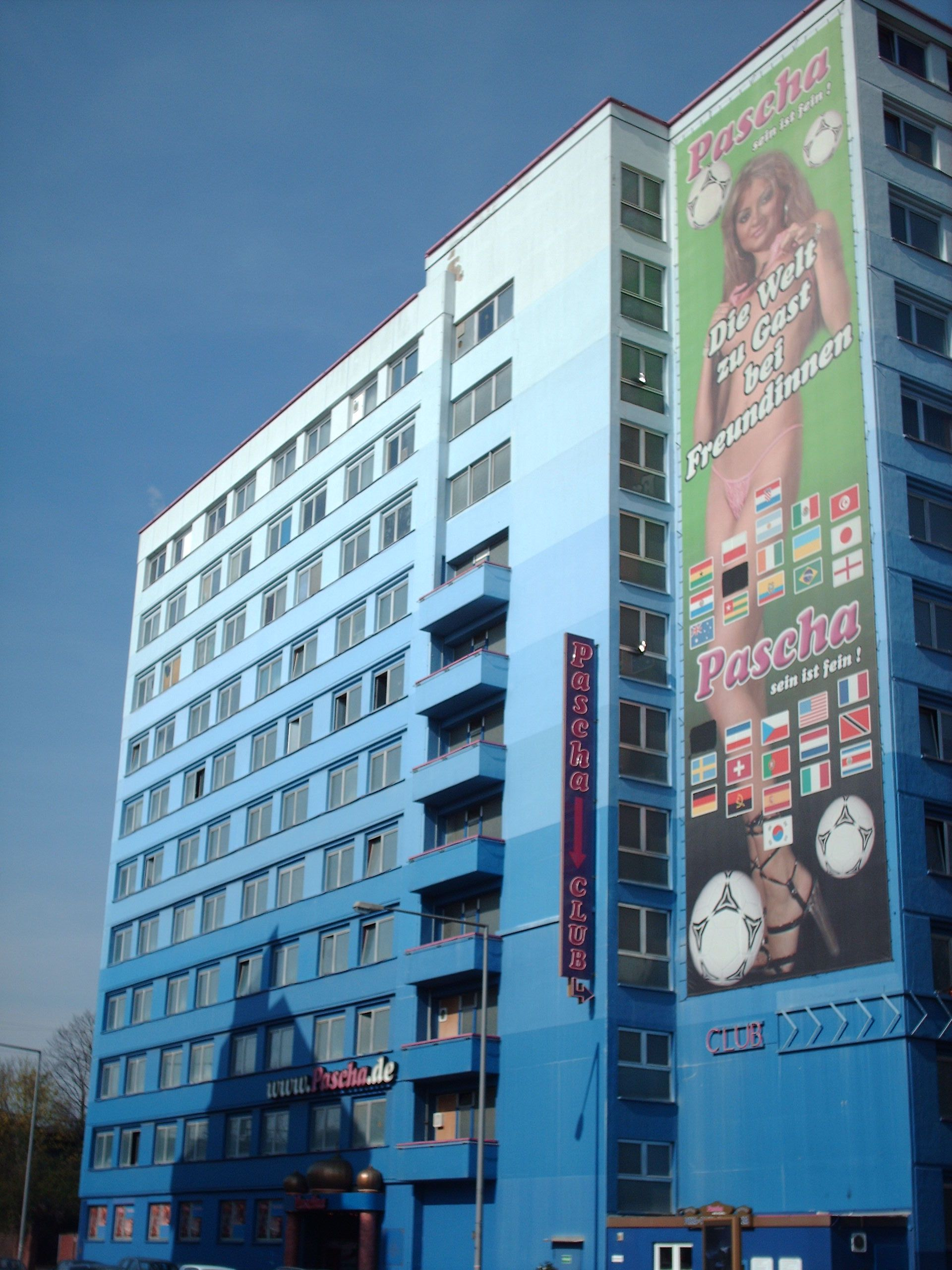
Keuls bordeel (zie 'Sfeer en cultuur')
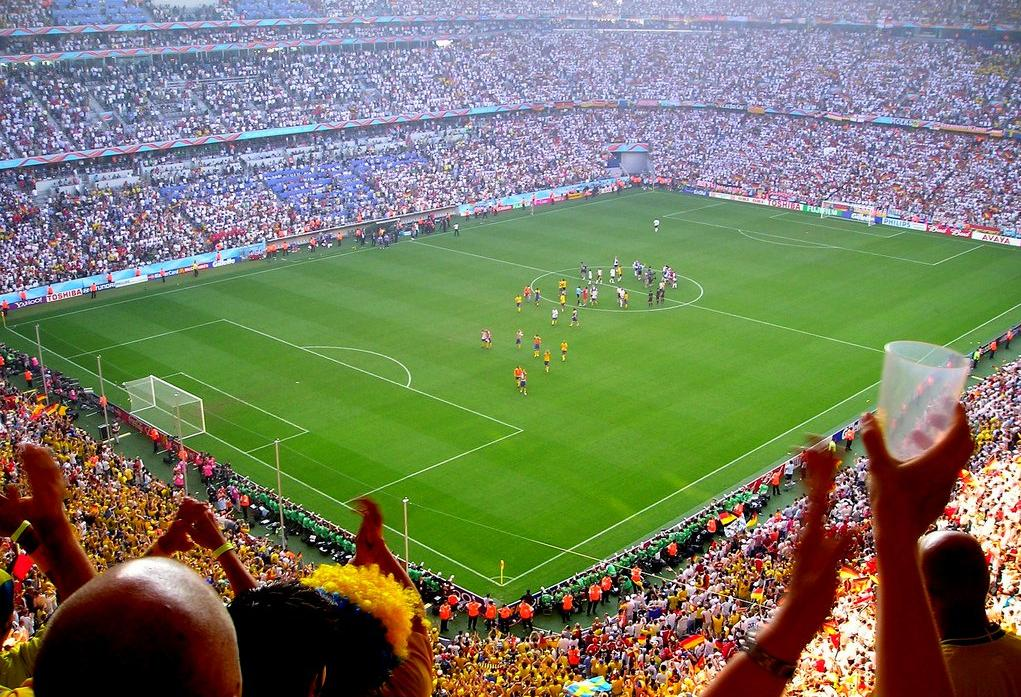
Duitsland - Zweden
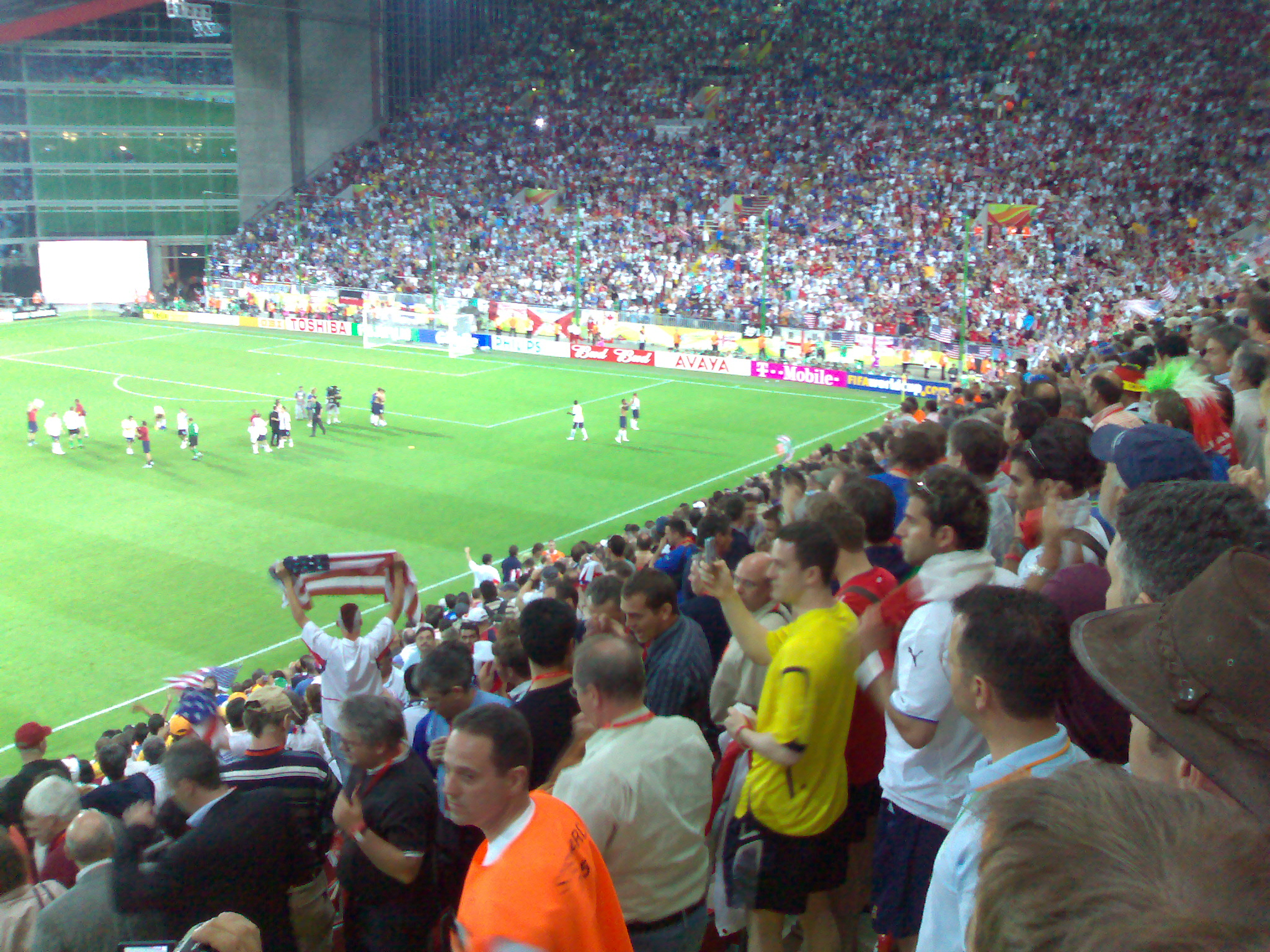
Italië - Verenigde Staten
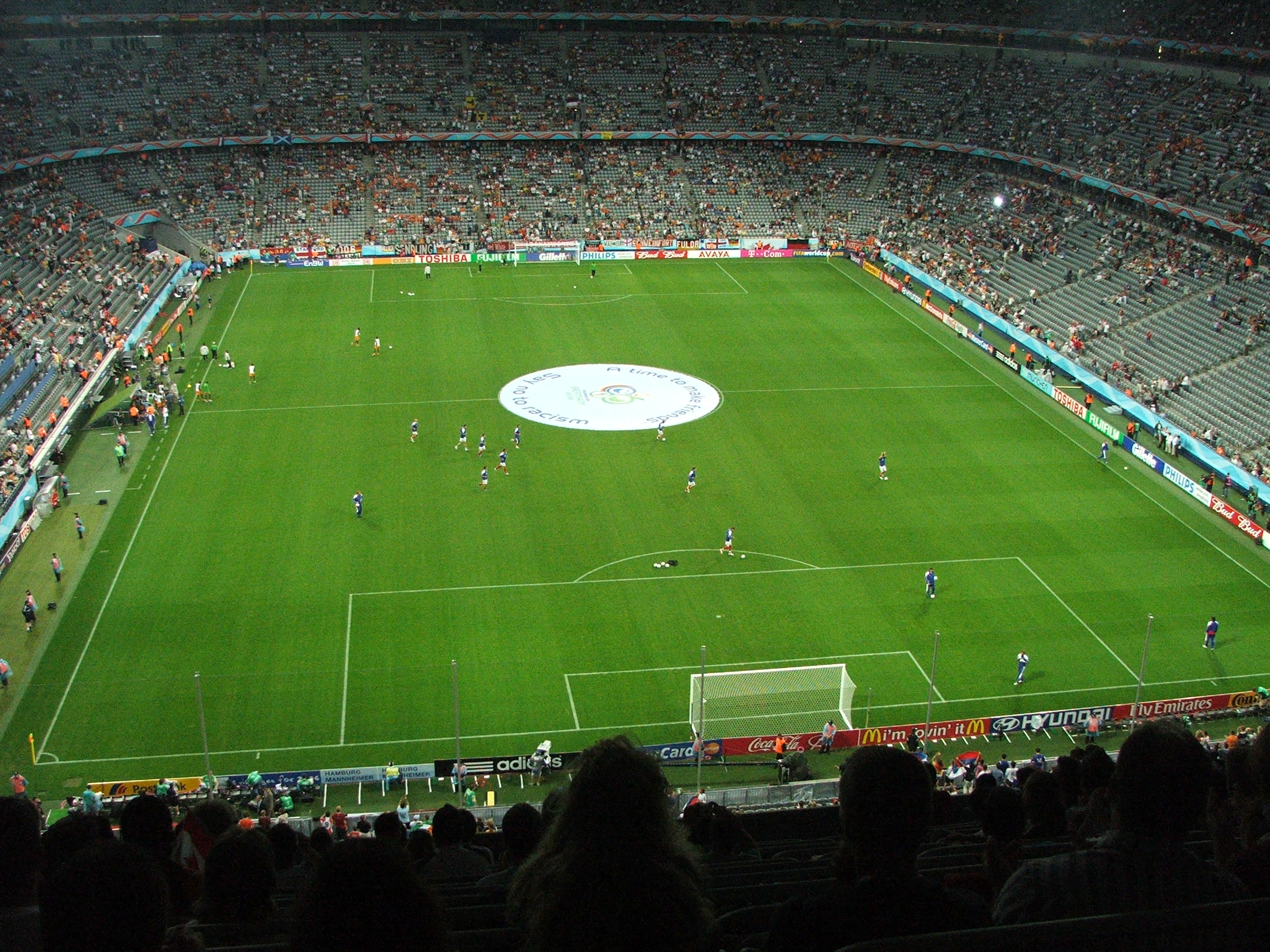
Ivoorkust - Servië en Montenegro
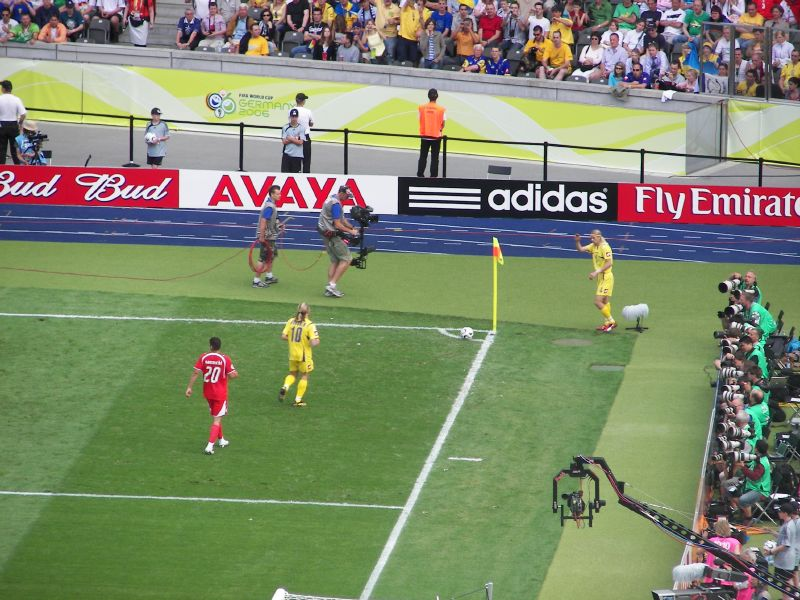
Oekraïne - Tunesië
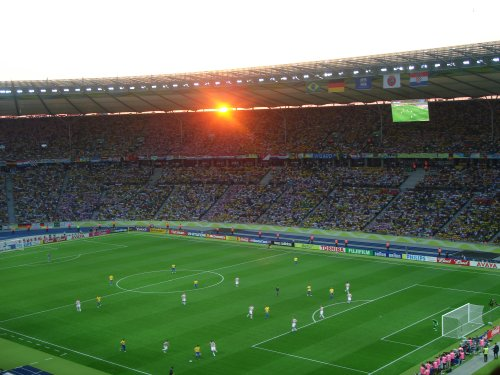
Brazilië - Kroatië
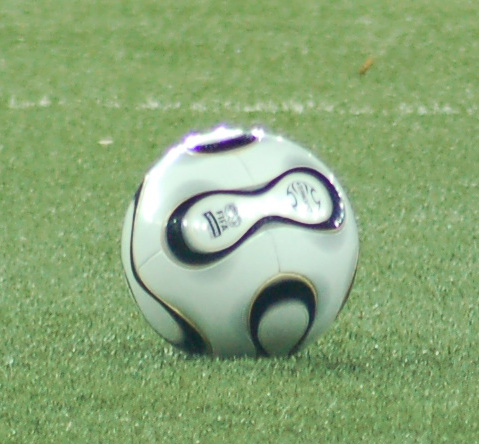
De bal

Olympiastadion (Berlijn) · Signal Iduna Park (FIFA WM-stadion)* (Dortmund) · Commerzbank-Arena (FIFA WM-stadion)* (Frankfurt am Main) · Veltins-Arena (FIFA WM-stadion)* (Gelsenkirchen) · AOL Arena (FIFA WM-stadion)* (Hamburg) · AWD-Arena (FIFA WM-stadion)* (Hannover) · Fritz-Walter-Stadion (Kaiserslautern) · RheinEnergieStadion (FIFA WM-stadion)* (Keulen) · Zentralstadion (Leipzig) · Allianz Arena (FIFA WM-stadion)* (München) · easyCredit-Stadion (FIFA WM-stadion)* (Neurenberg) · Gottlieb-Daimler-Stadion (Stuttgart)
 *Sommige stadions werden tijdens het WK tijdelijk omgedoopt tot "FIFA WM-stadion" omdat de sponsor geen sponsor was van de FIFA.